# U.S. Route 66
Pour les articles homonymes, voir Route 66 (homonymie).
La route 66 (officiellement U.S. Route 66) est une ancienne route américaine qui reliait Chicago (Illinois) à Santa Monica (Californie), près de Los Angeles, entre les années 1926 et 1985.
Sa longueur a beaucoup varié au gré des années et des remaniements de son tracé, notamment à partir de 1937, où la route 66 a cessé de desservir la ville de Santa Fe, au Nouveau-Mexique. La longueur communément admise est celle postérieure à ce remaniement, soit environ 2 280 mi (3 670 km). Avant 1937 elle était de 2 448 mi (3 939 km). La route 66 traverse trois fuseaux horaires et huit États (d'est en ouest : Illinois, Missouri, Kansas, Oklahoma, Texas, Nouveau-Mexique, Arizona et Californie). Son point central se trouve dans la petite ville d'Adrian, au Texas. Elle fut la première route trans-continentale goudronnée en Amérique. Les Américains la surnomment The Mother Road ou Main Street USA.
Pendant la Grande Dépression des années 1930 et la vague de sécheresse du Dust Bowl, c'est par la route 66 que les fermiers à la recherche d'un emploi migrèrent vers la Californie.
La route 66 a été officiellement déclassée en 1985. Si elle n'a plus d'existence officielle, elle conserve un caractère mythique et est sans doute la plus connue des routes américaines. Depuis le début des années 1990, des mouvements se sont créés pour assurer sa préservation, et les initiatives visant à y développer le tourisme sont de plus en plus nombreuses. La route est ainsi à nouveau fléchée à plusieurs endroits sous le nom Historic Route 66.
Elle a inspiré plusieurs chansons, dont (Get your kicks on) Route 66, reprise notamment par Chuck Berry, et apparaît dans de nombreux films. Elle fait partie de l'imaginaire du road trip dans la culture populaire américaine.

## Histoire

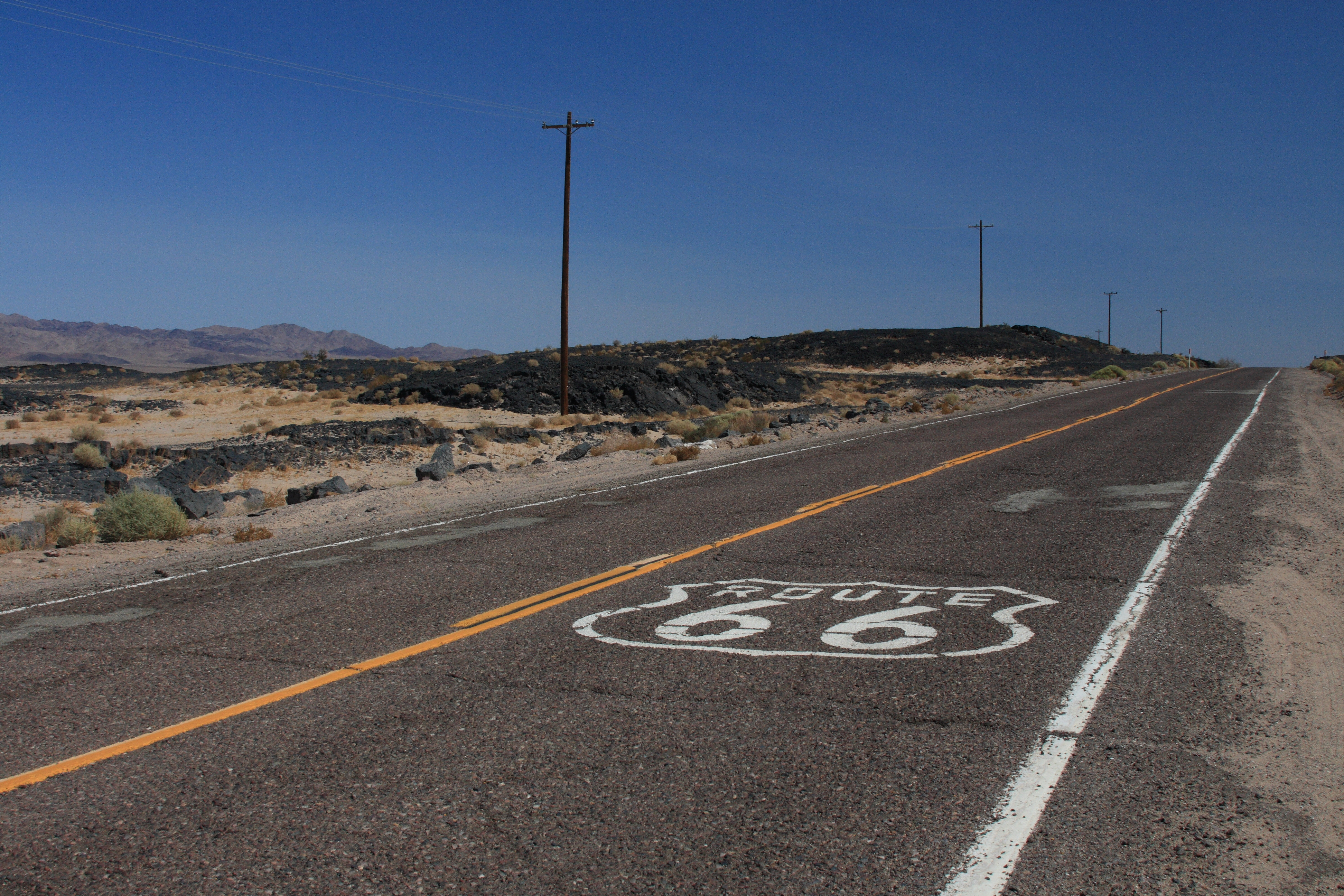
La Route 66.

La route 66 est l'héritière du chemin emprunté par l'expédition d'Edward Fitzgerald Beale vers l'ouest en 1857, qui cherche à tracer une voie d'accès vers la Californie. Le 11 juillet 1916, le président Woodrow Wilson crée le réseau routier moderne. Les routes est-ouest portent un numéro pair tandis que les voies nord-sud sont dotées d'un numéro impair.
L'itinéraire a été commissionné le 11 novembre 1926, en fédérant des portions de routes existantes. À l'époque, la route n'est pavée que sur un tiers de sa longueur,. Elle est initialement nommée route 60,,. Cyrus Avery, président de l'Associated Highways Associations of America, est considéré comme son « père fondateur »,. Une course à pied, la course transaméricaine, est organisée en 1928 et 1929 entre Los Angeles et New York en passant par Chicago, pour la faire connaître. Il faut attendre douze ans avant que toute sa longueur ne soit pavée de dalles de ciment Portland rose. Ce n'est qu'en 1938, notamment grâce à la politique du New Deal lancée par le président Franklin Delano Roosevelt, que la route est revêtue de Chicago à Santa Monica.
Pendant son heure de gloire, la route 66 recevra de nombreux surnoms. La National US 66 Highway Association, qui se charge de populariser la route auprès du grand public, la nommera Main Street of America, une appellation justifiée par le fait que la route 66 faisait office de rue principale dans la plupart des villes qu'elle traversait. Dans son célèbre roman Les Raisins de la colère, John Steinbeck la baptisera The Mother Road (la « route-mère »), car toutes les routes secondaires débouchaient sur la route 66. À l'époque, après la crise de 1929, de nombreuses familles émigrent par cette route dans le contexte de la Grande Dépression et du Dust Bowl. Plus tard, elle recevra le nom de Will Rogers Highway, en mémoire de l'acteur.
Pendant la Seconde Guerre mondiale, elle sert à transporter des troupes et du matériel.
Durant l'après-guerre, la route 66 constitue un itinéraire majeur autour duquel se développent de nombreuses villes comme Amarillo (au Texas), Albuquerque (au Nouveau-Mexique), Flagstaff et Kingman (en Arizona). Des centaines de motels, de cafés, de stations-services, d'attractions touristiques et autres boutiques de souvenirs (curio shops) s'établissent le long de la route.
Avec l'augmentation du trafic, elle est surnommée « Bloody 66 ».

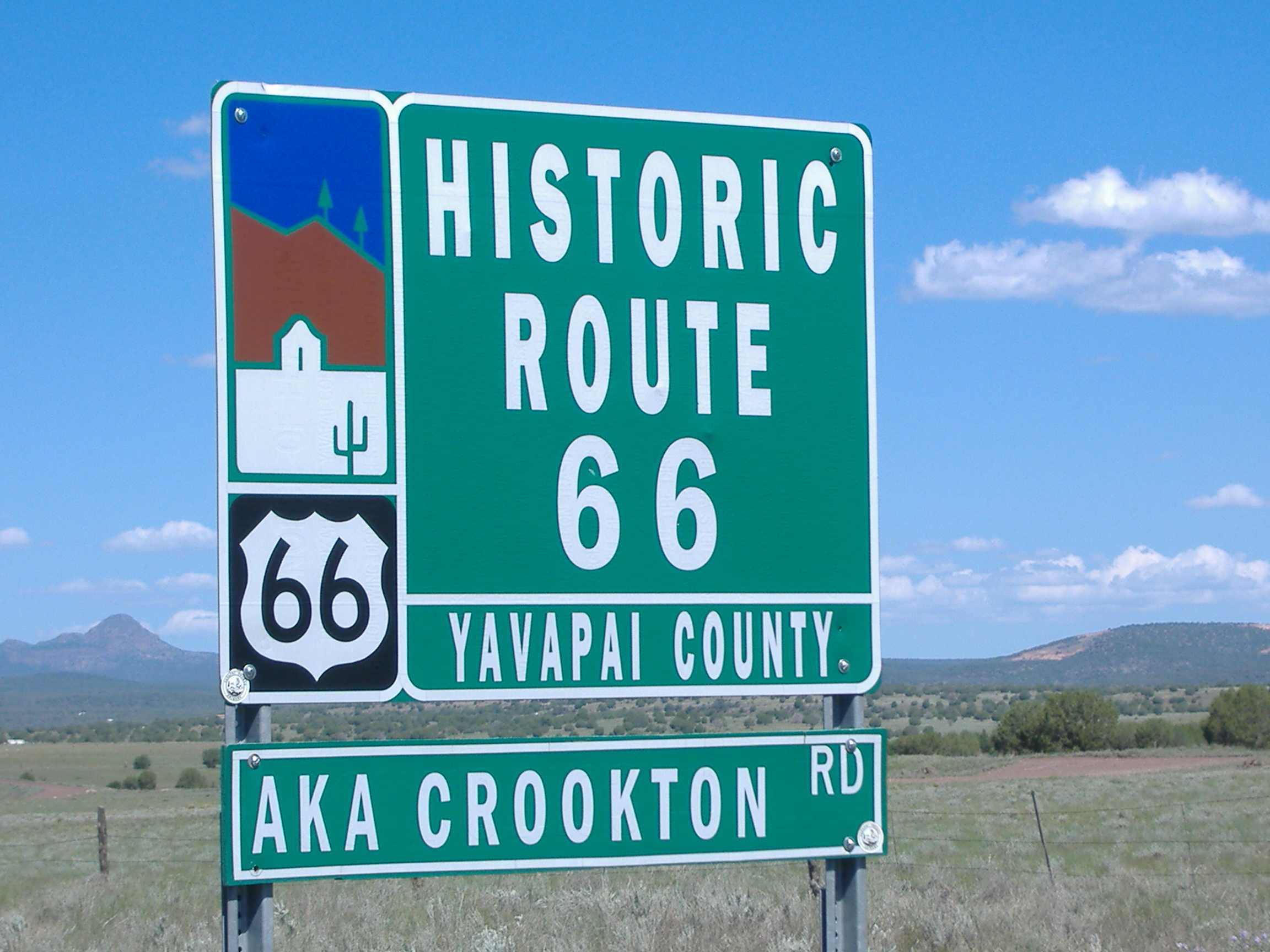
Panneau « Historic Route 66 » en Arizona.

Très impressionné par le réseau autoroutier allemand, le président Eisenhower lance en 1954 le President’s Advisory Committee on a National Highway Program, dont l'objectif est de réfléchir à la mise en place d'un réseau autoroutier moderne sur tout le territoire américain. Deux ans plus tard, les budgets sont votés et les premières autoroutes (Interstates) mises en chantier. Avec le développement des autoroutes, la route 66 perd de son utilité. La nouvelle Interstate 40 la remplace en partie. Là où elle subsiste (certains tronçons sont repris pour construire les autoroutes), son usage redevient majoritairement local. En 1984, le dernier segment de la 66 est « court-circuité » à Williams en Arizona.
La route 66 est officiellement déclassée le 27 juin 1985. Pour les commerces et villages qui vivaient de la route 66, le contournement par les Interstates a souvent été vécu comme une tragédie. Des petits commerces ont été abandonnés, parfois même des villages entiers. Mais depuis plusieurs années, l'animation revient : les motels, boutiques et lieux historiques bordant la route 66 sont petit à petit restaurés, accueillant à nouveau les voyageurs. Par ailleurs, des associations locales et des passionnés de l'histoire de la route tentent d'entretenir sa mémoire et de conserver des objets témoins de son passé mythique.
Route 66 est également une chanson célèbre, écrite en 1946 par Bobby Troup lors d'un road-trip avec sa femme sur la US40 puis sur la route 66, dont il énumère les villes traversées. C'est Nat King Cole qui fera de cette chanson mythique, un hit aux États-Unis, la même année. La chanson a été reprise par de nombreux artistes : Chuck Berry, les Rolling Stones, Brian Setzer, Depeche Mode en 1987, Guitar Wolf. Eddy Mitchell a également chanté cette route dans son album Frenchy (Sur la route 66). La chanson a également été interprétée par Bobby Troup lui-même, notamment sur scène, au Japon en 1964.

## Itinéraire en images
Voici une liste des principales étapes de la Route 66, d'est en ouest dans le sens de lecture, comme le voudrait la tradition : qu'on la parcourt, comme les colons, les exilés de la Grande Dépression et du Dust Bowl ou les vacanciers des années 1950 et 1960. Le point de départ actuel est marqué par un panneau situé à la hauteur du 85 Adams Street, en face de l'Art Institute of Chicago dans le secteur financier du Loop (Chicago).

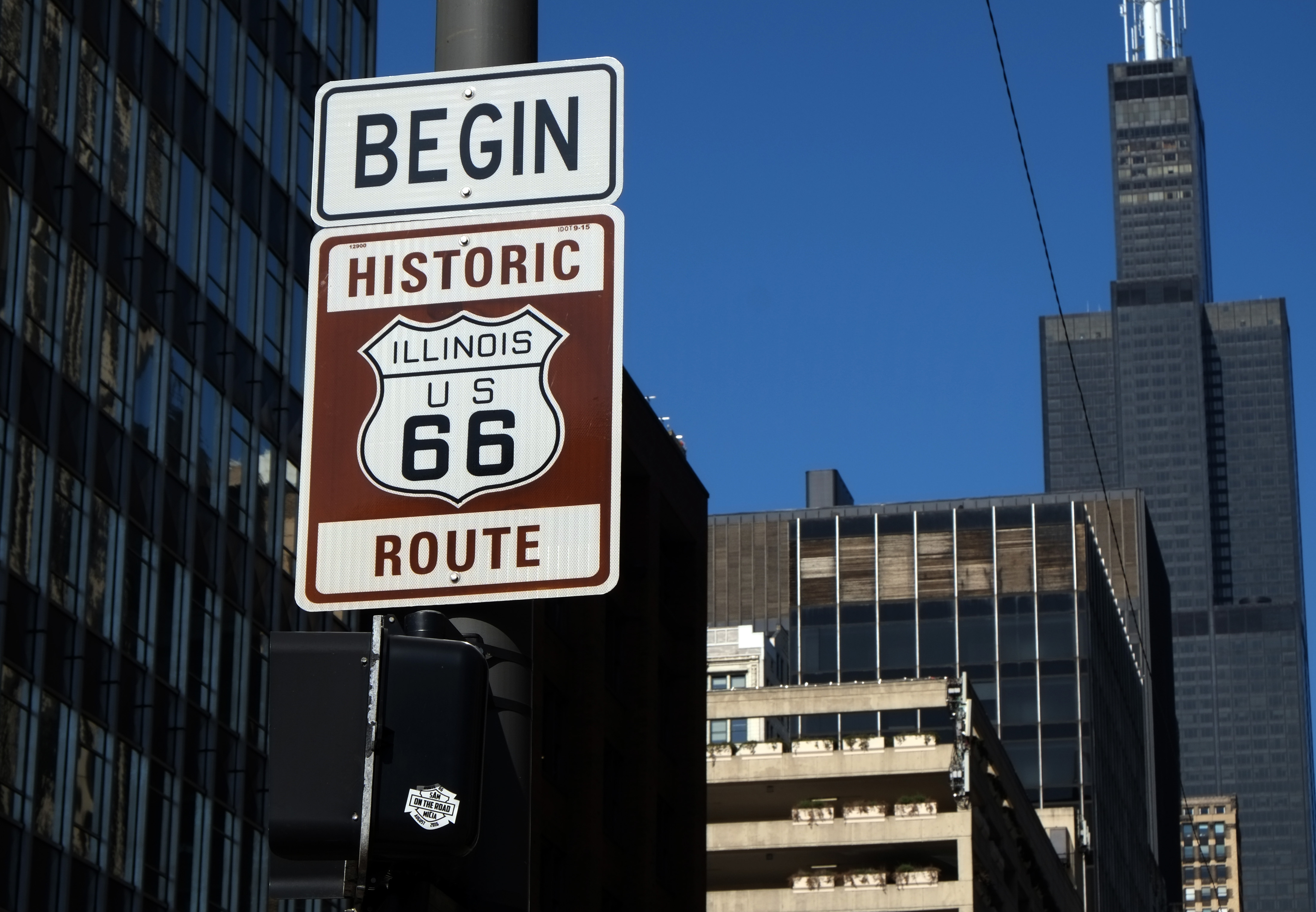
Panneau marquant le début de la route 66 à Chicago (Illinois).
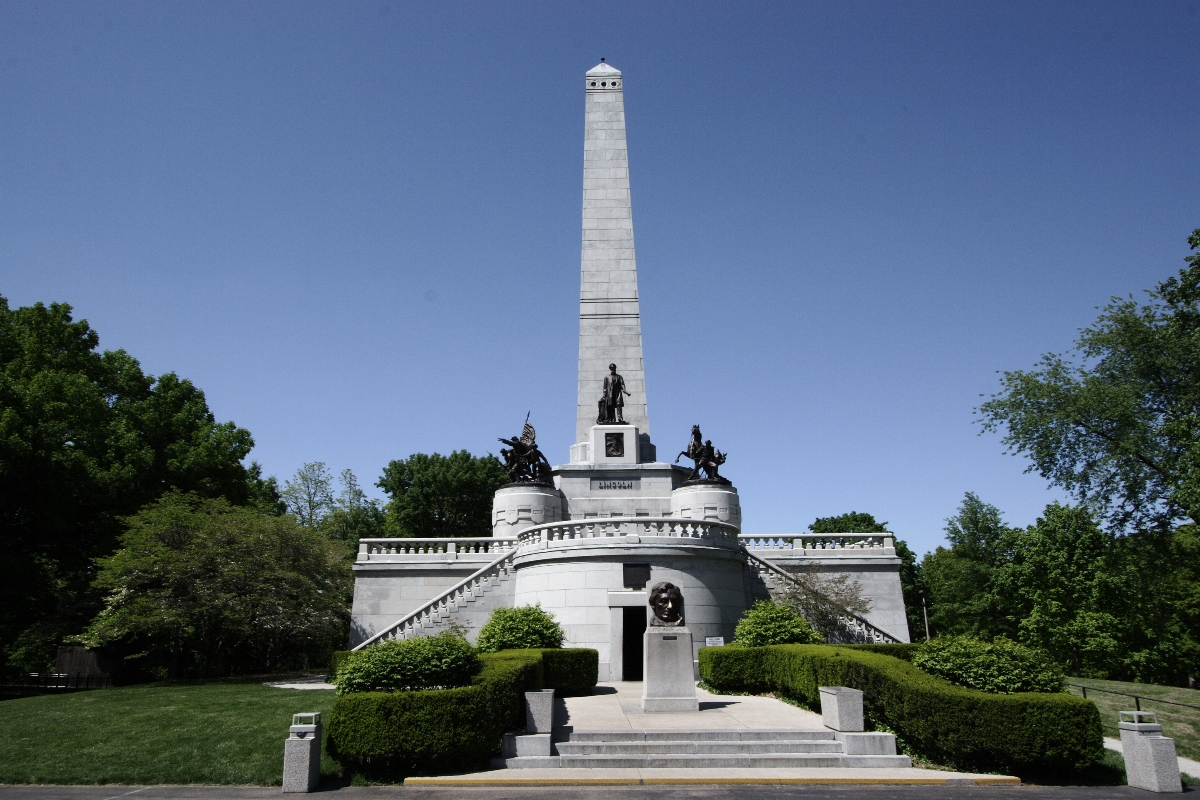
Memorial de Lincoln à Springfield (Illinois).
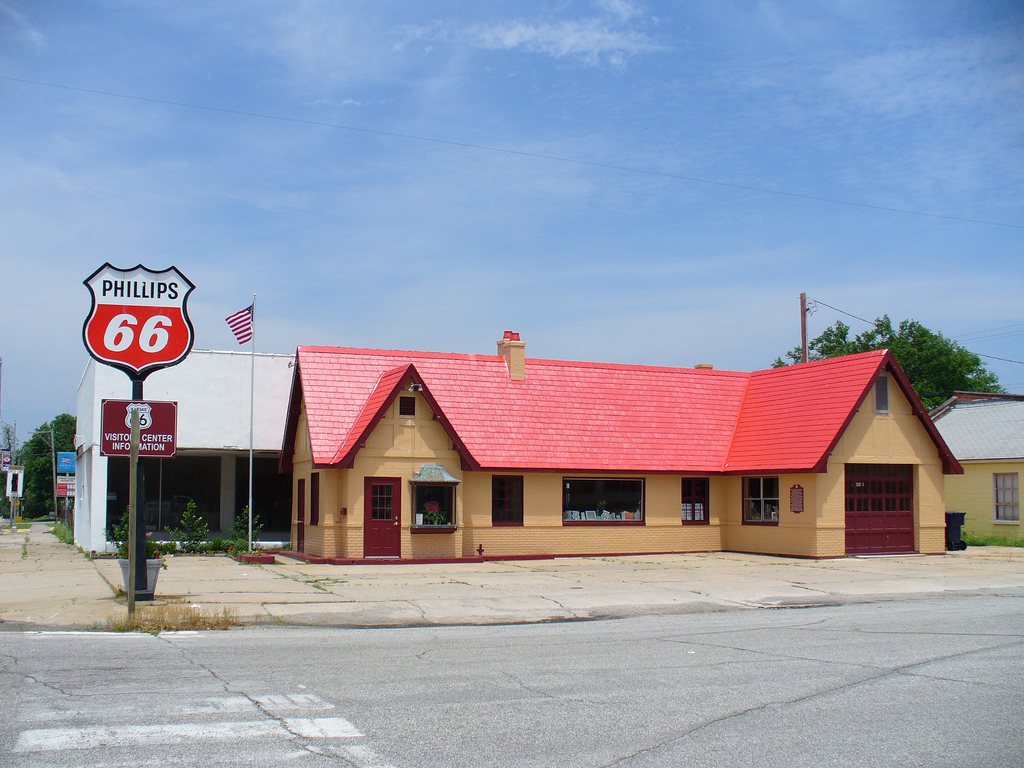
Ancienne station service à Baxter Springs (Kansas).
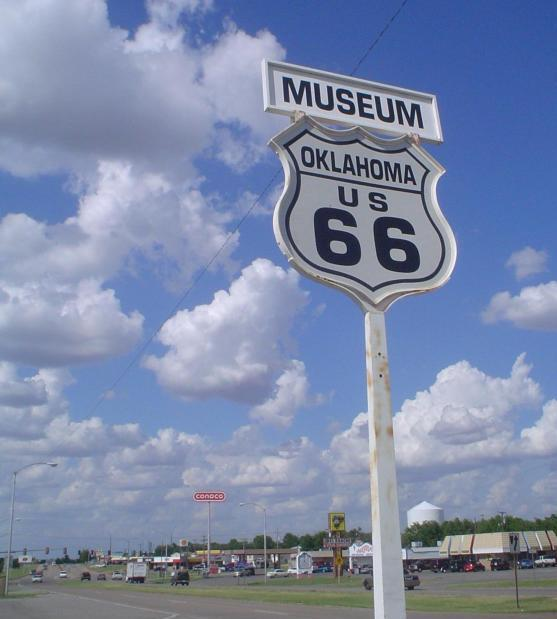
Panneau de musée de la route 66 à Clinton (Oklahoma).
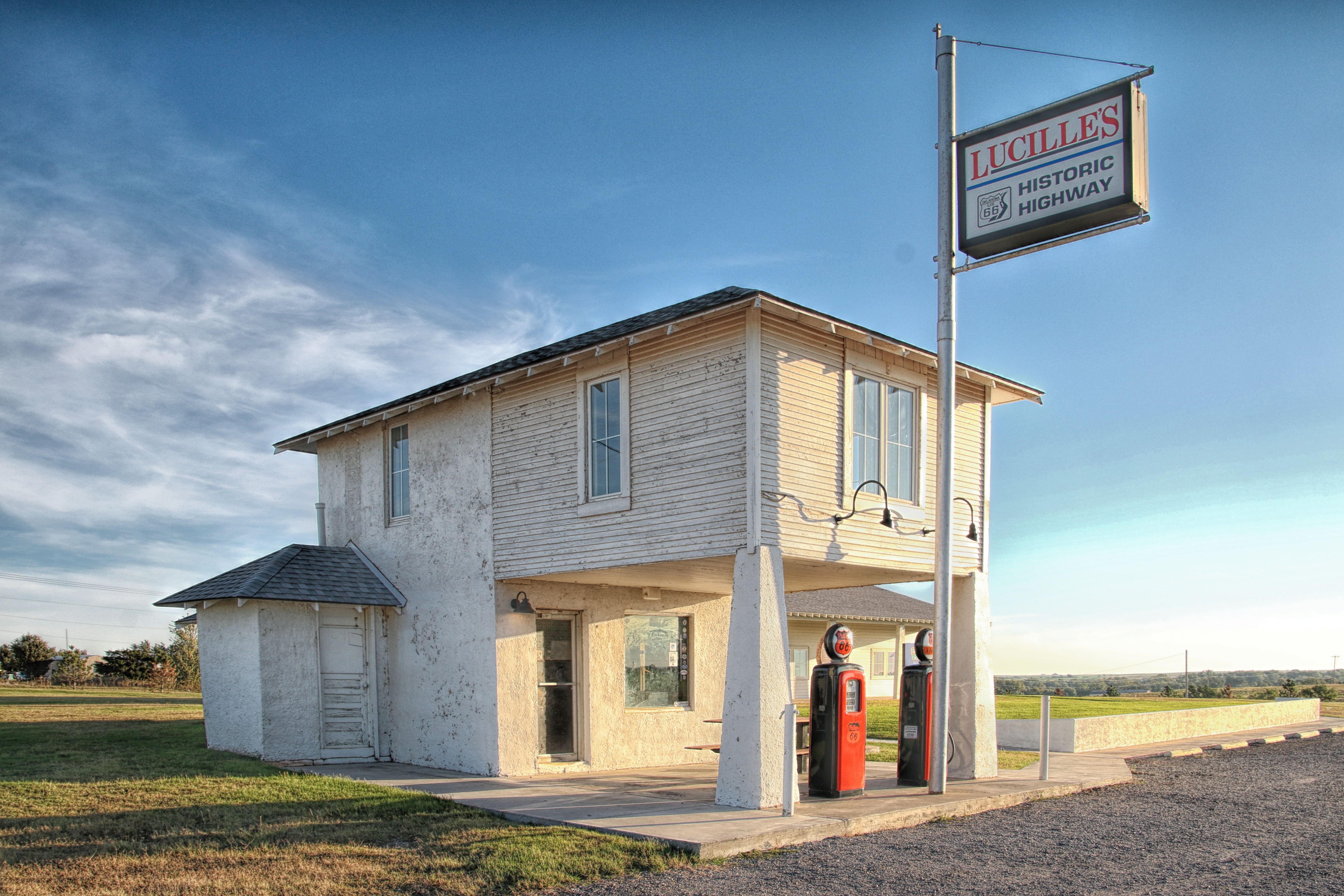
Provine Service Station (Oklahoma), inscrite au  Registre national des lieux historiques.
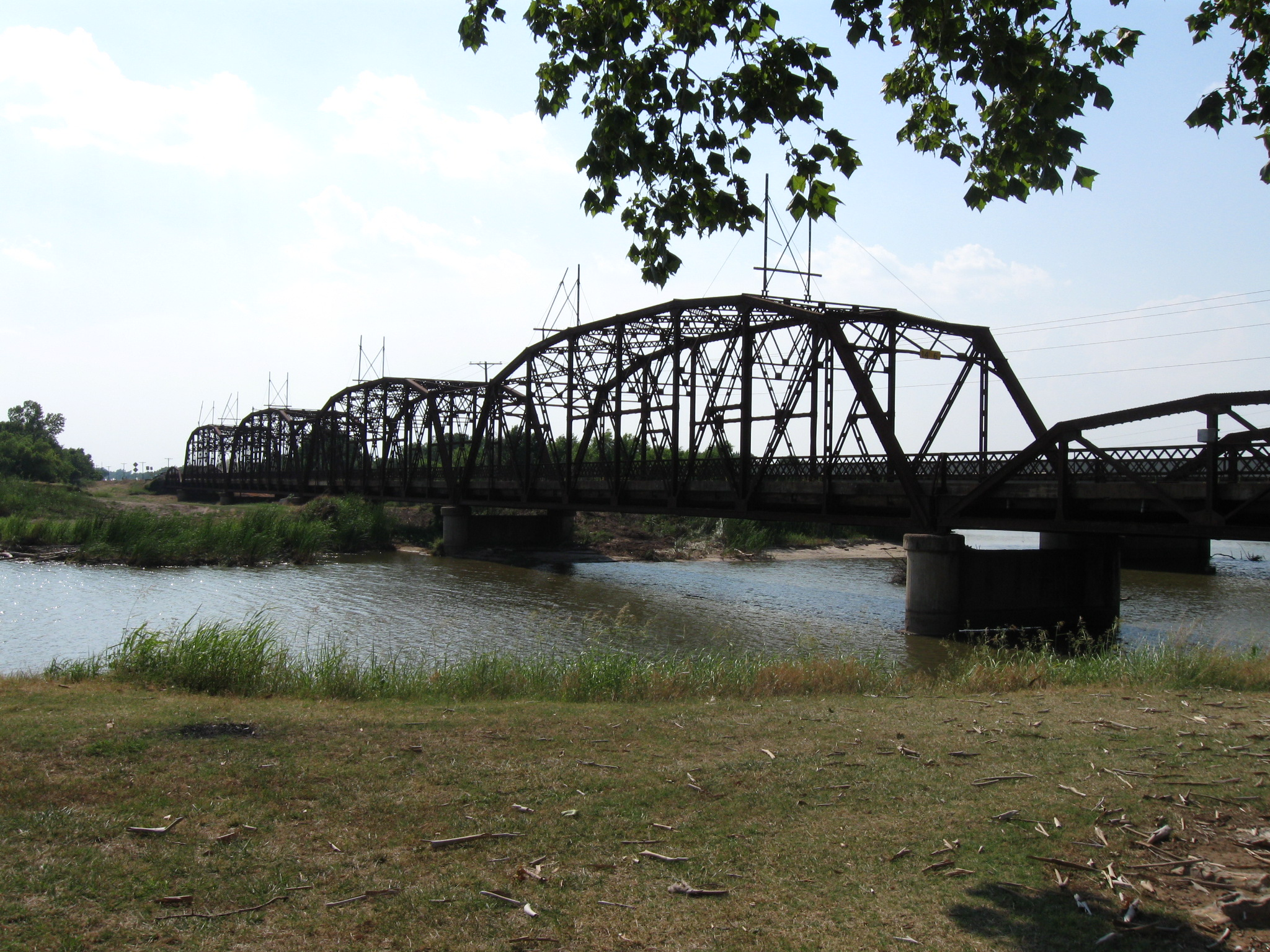
La route 66 traverse le North Canadian Bridge (Oklahoma).
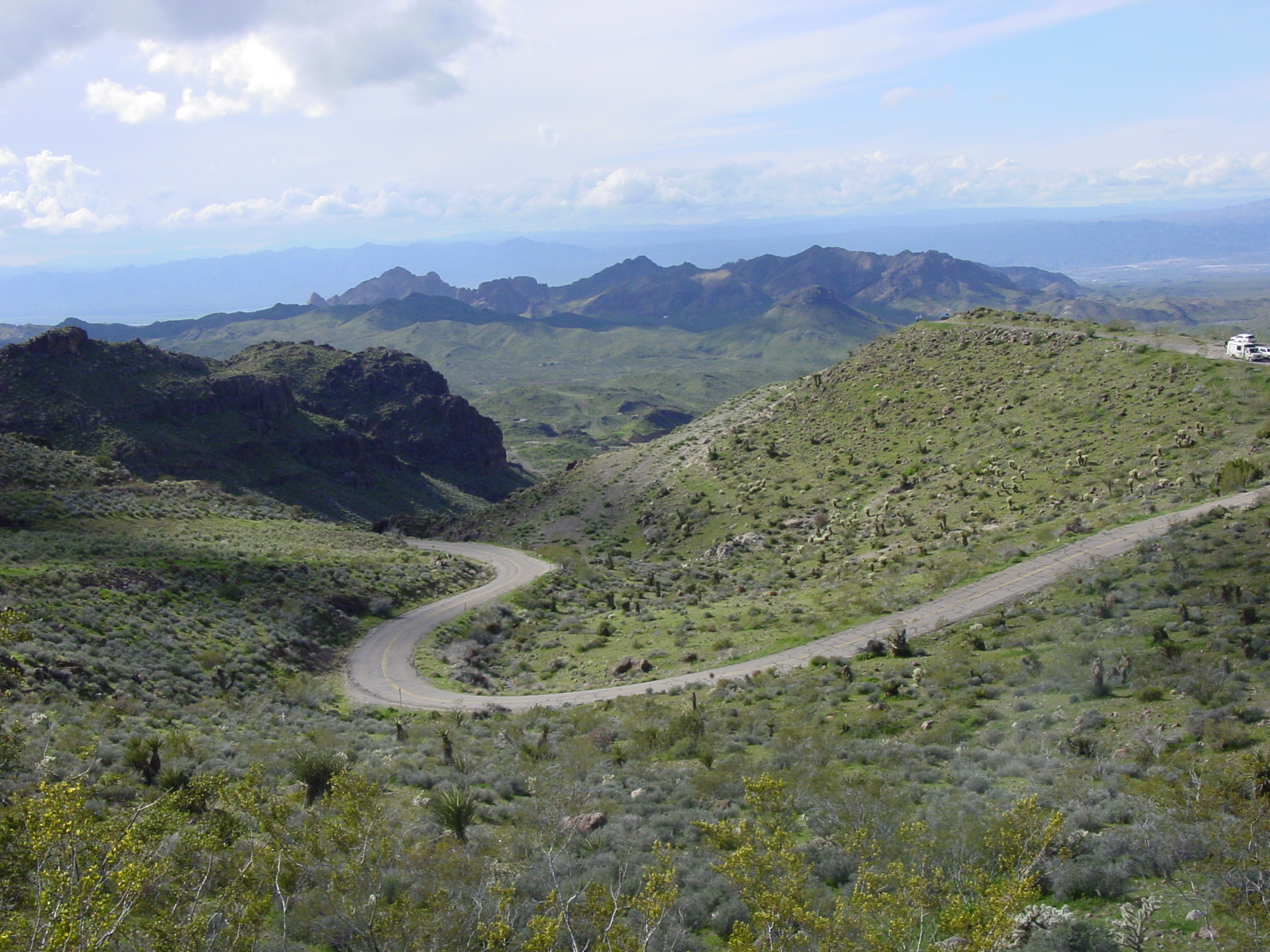
Route 66 entre Oatman et Kingman (Arizona).
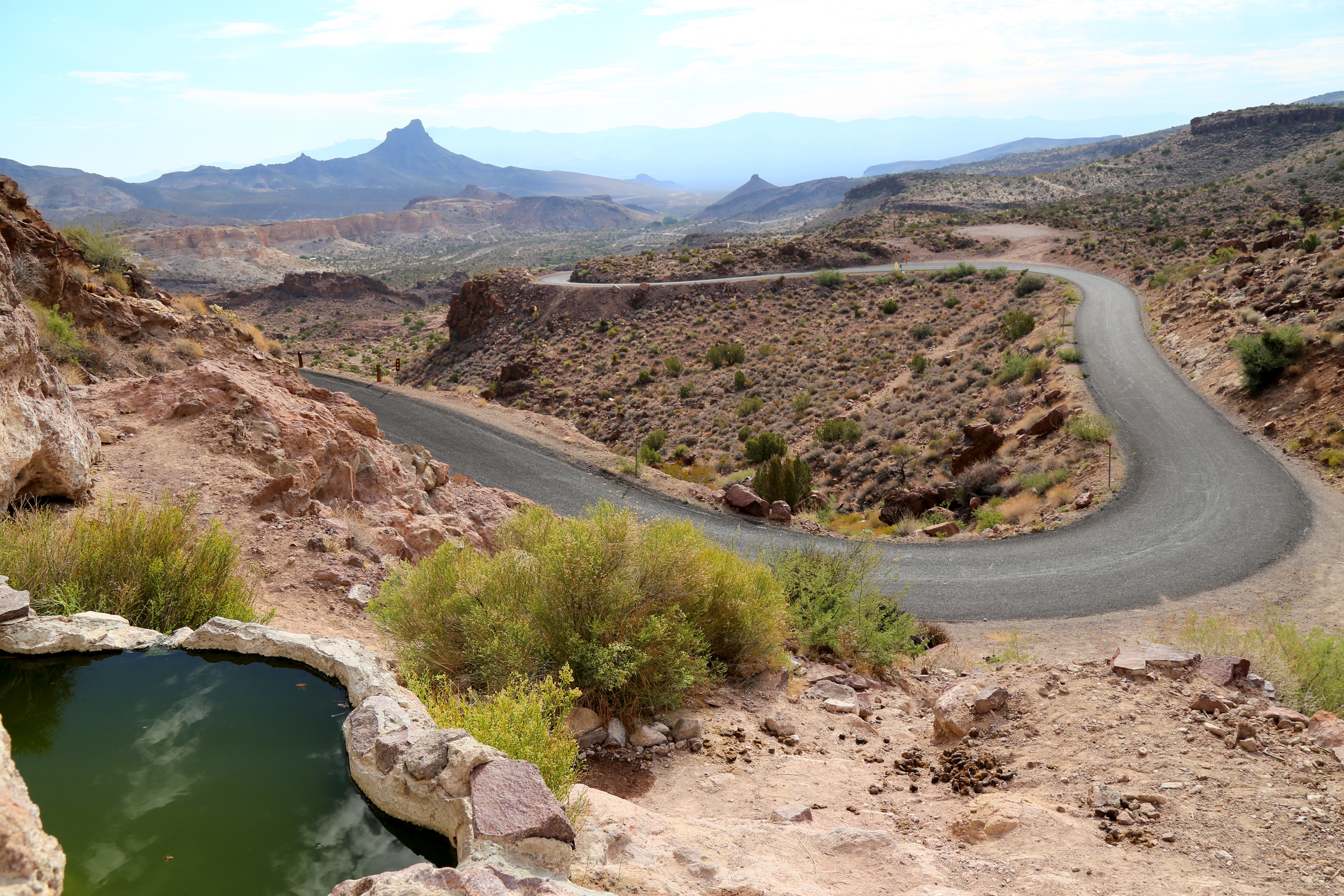
Route 66 traversant le désert des Mojaves à Oatman (Arizona).
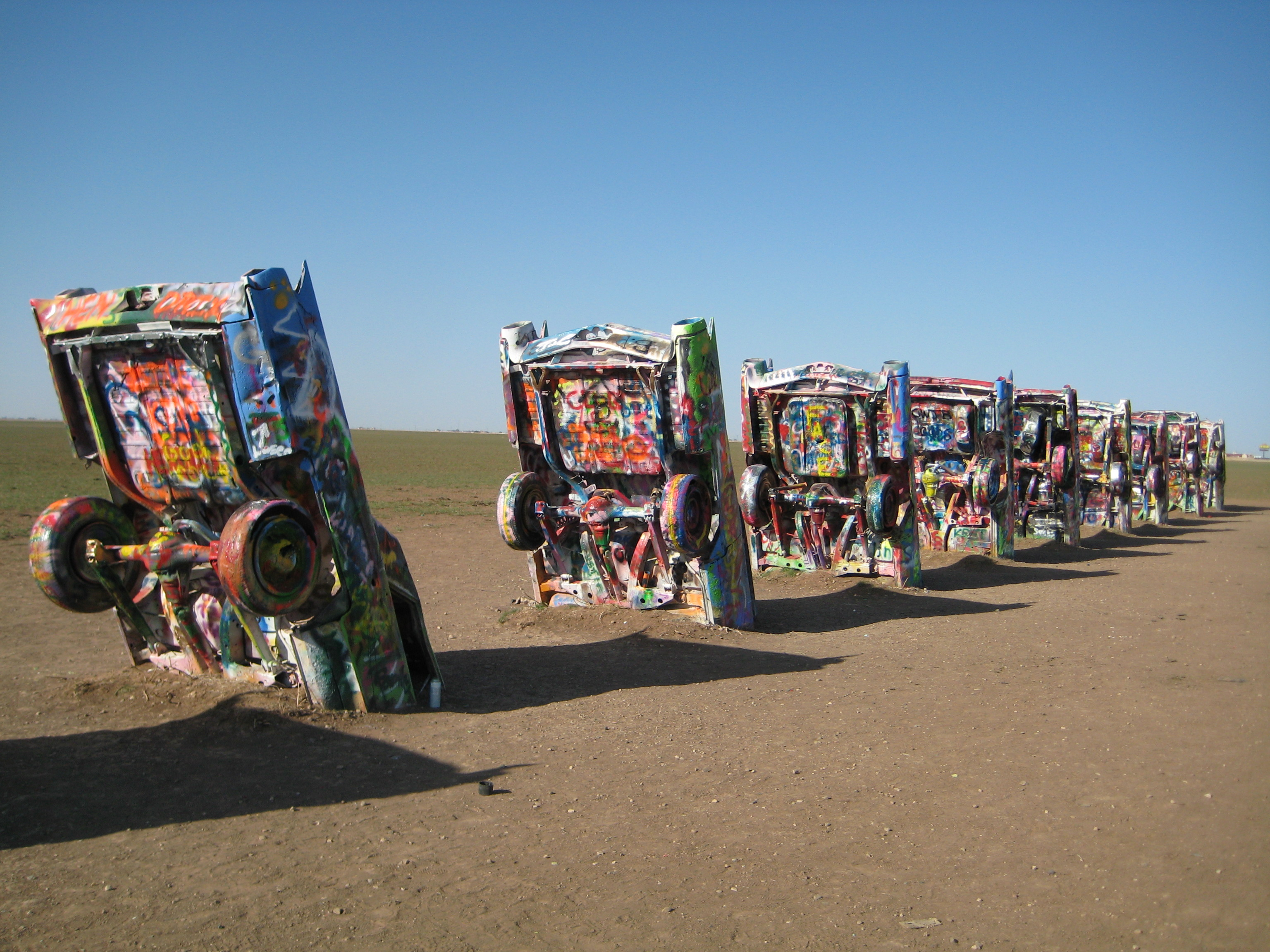
Cadillac Ranch à Amarillo (Texas).
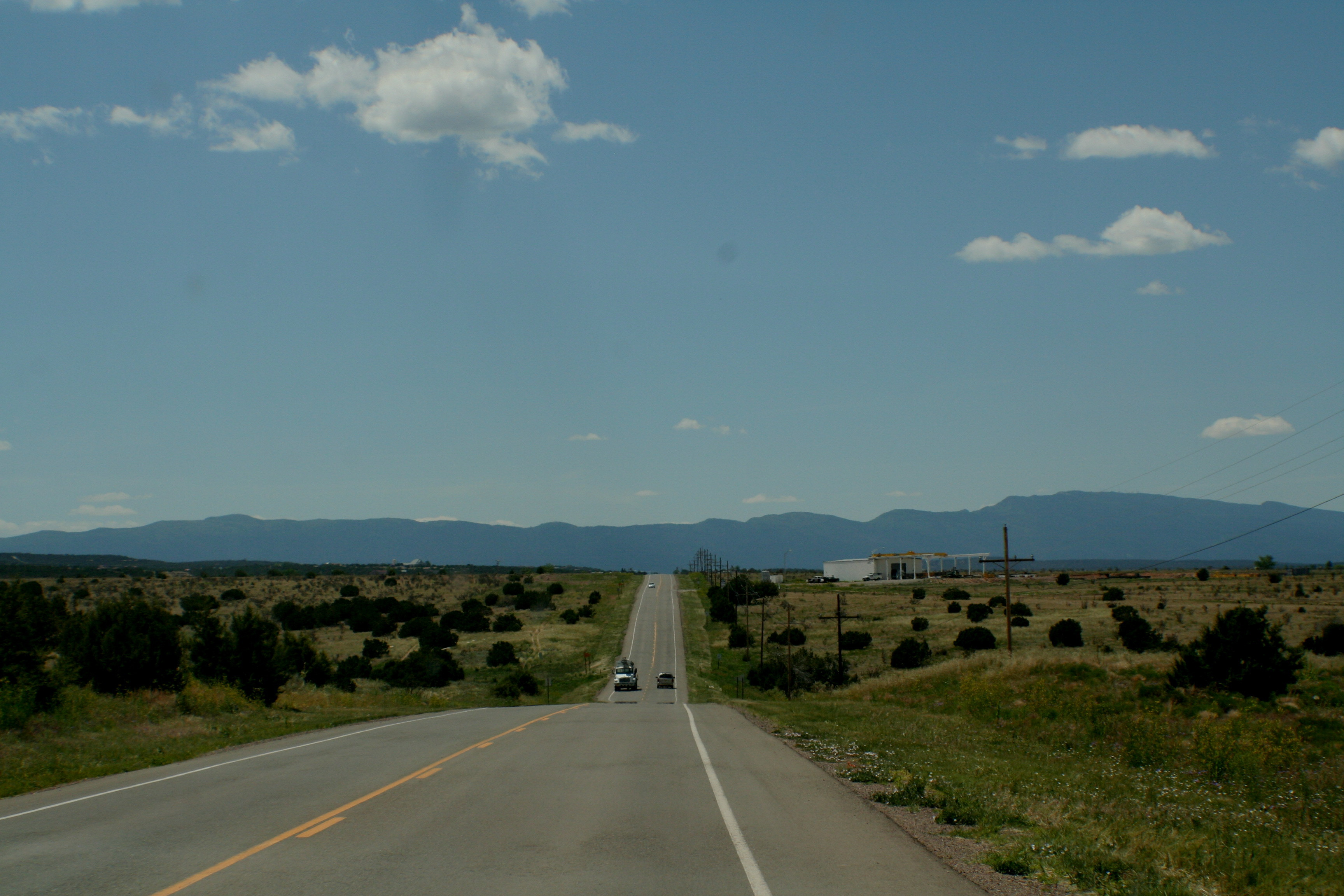
La route 66 passe à l'est de la ville d'Albuquerque (Nouveau-Mexique).
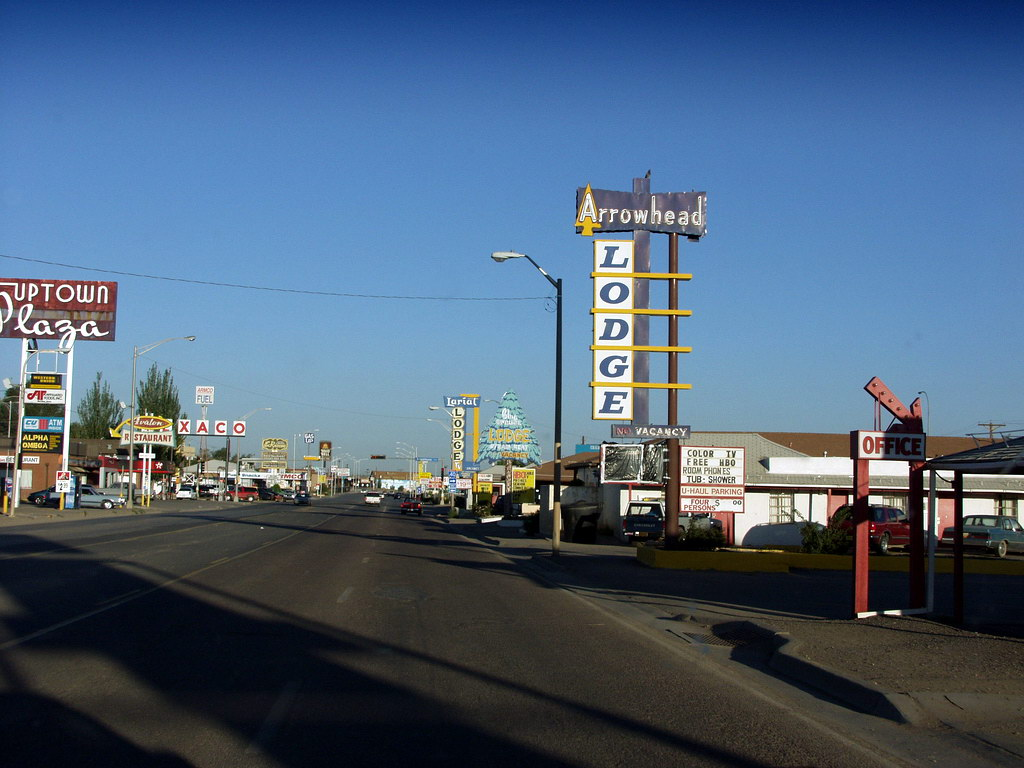
La ville de Gallup (Nouveau-Mexique).
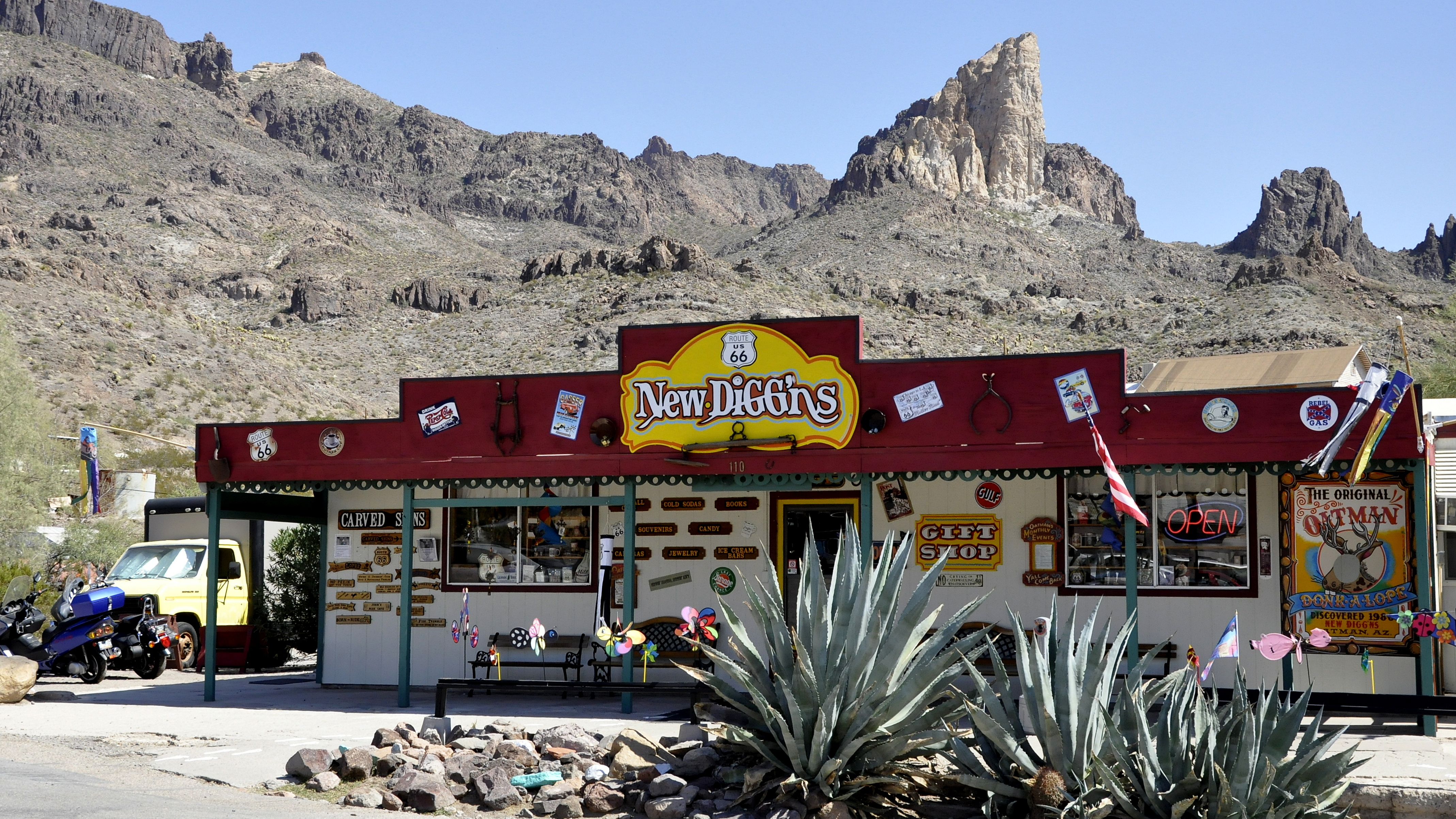
La route 66 à Oatman (Arizona).
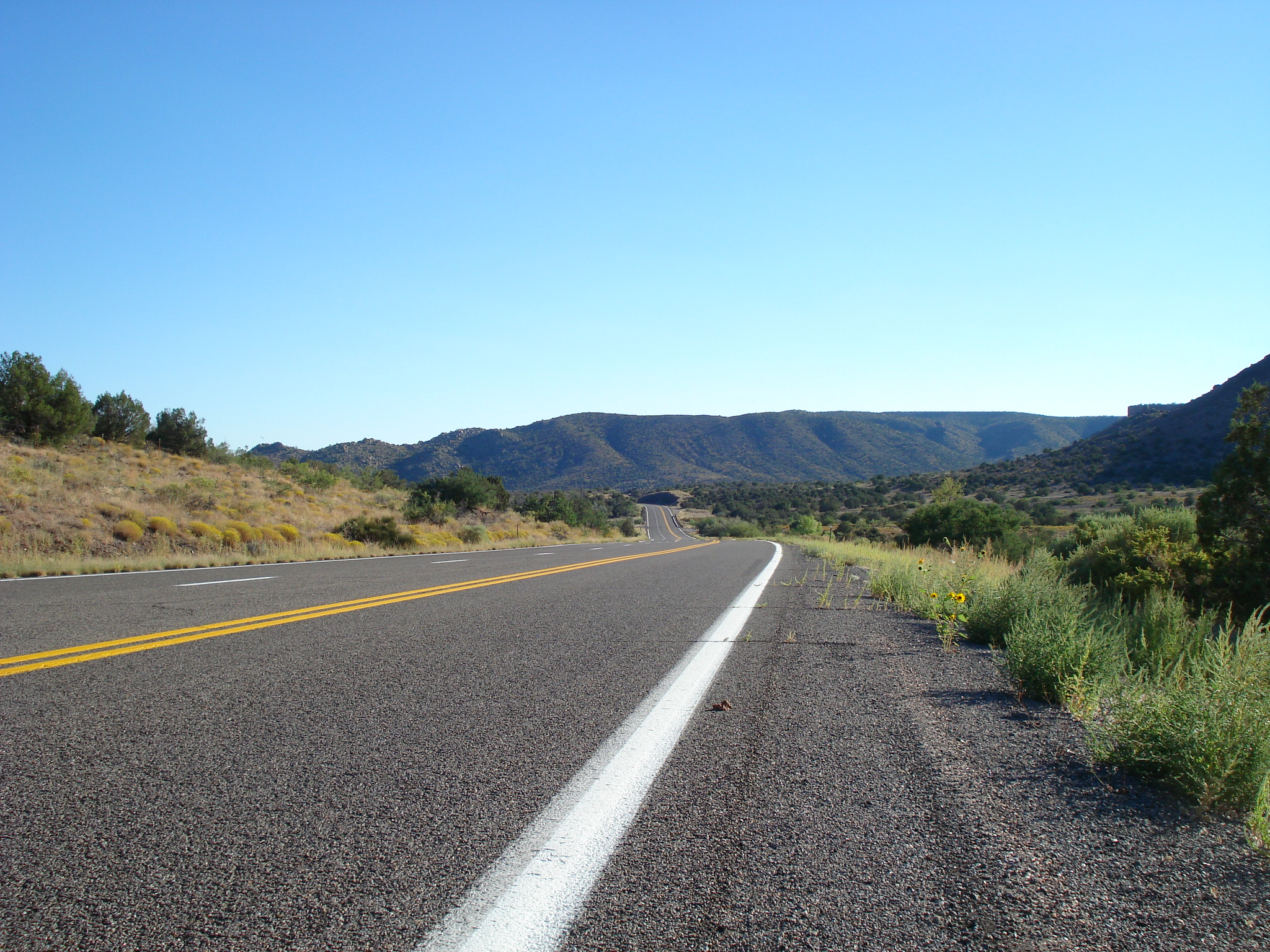
La route 66 dans l'Arizona.
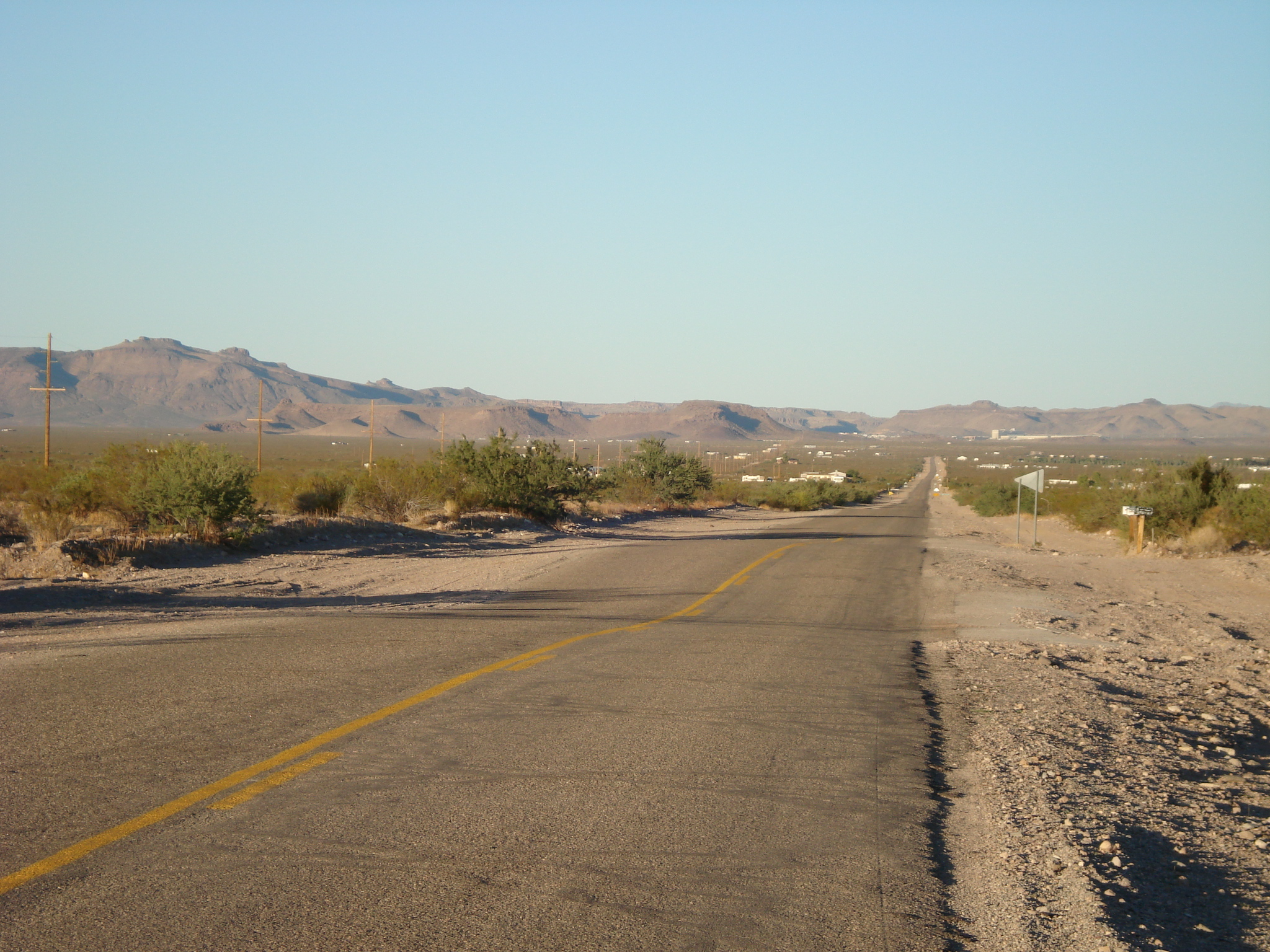
La route 66 (Arizona).
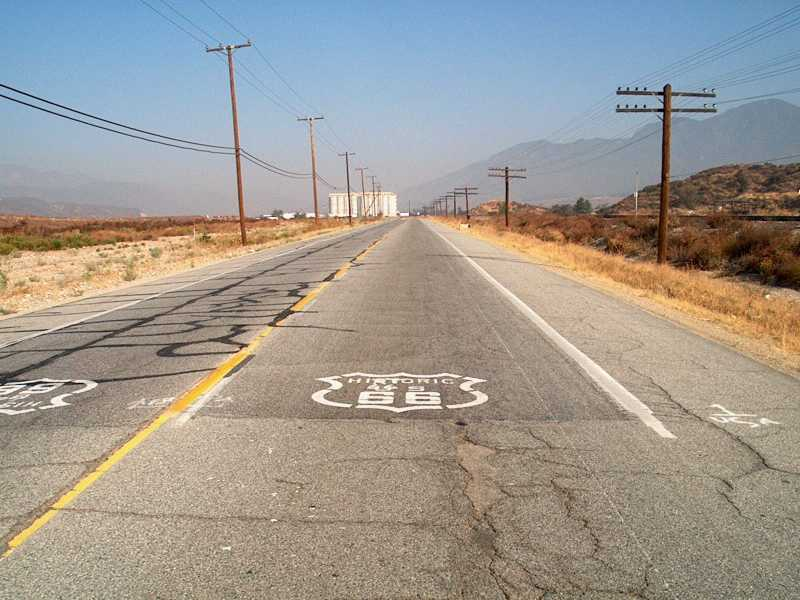
Cajon Blvd. comme Route 66 (Californie).
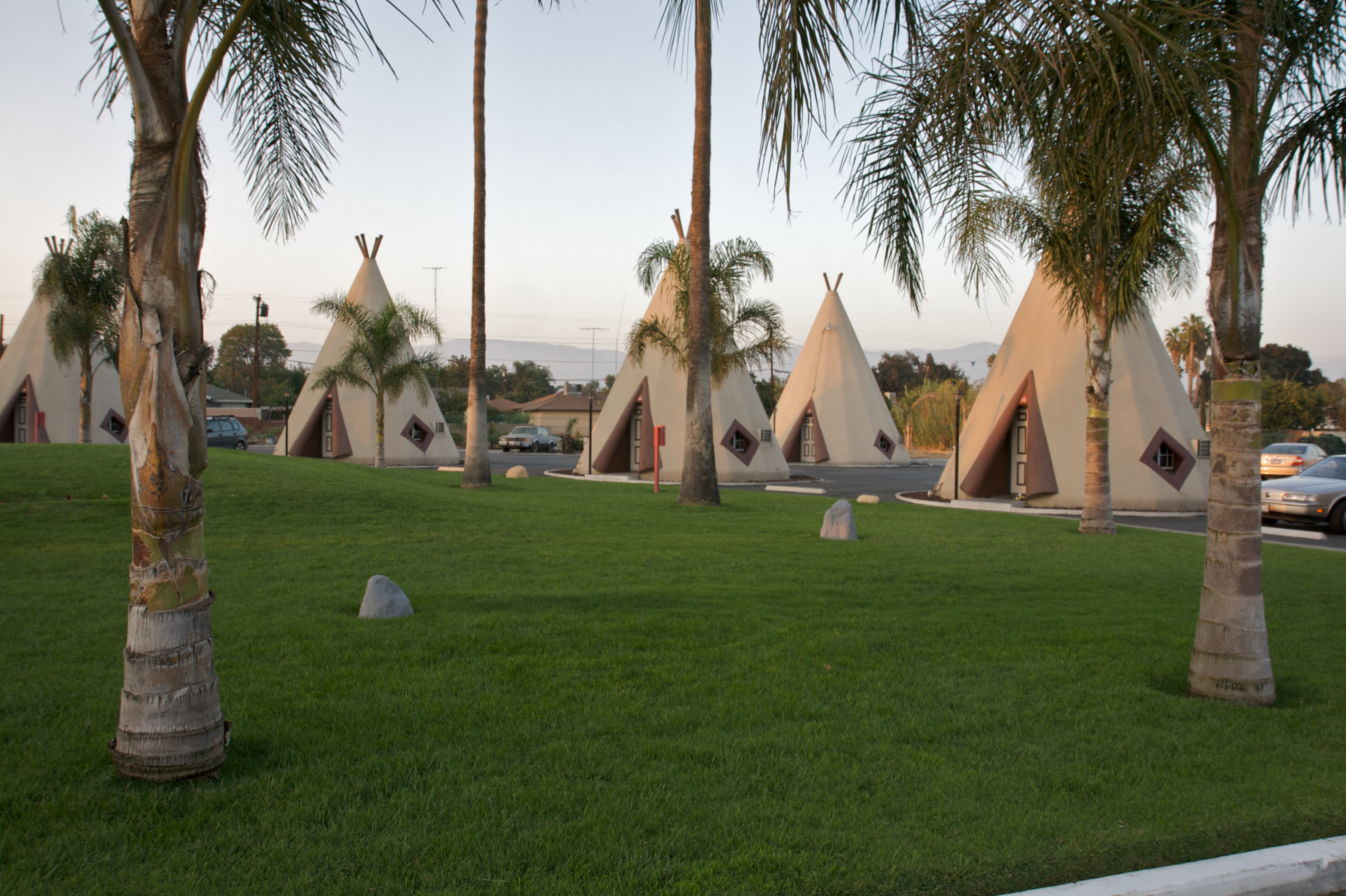
Le motel Wigwam à San Bernardino (Californie).
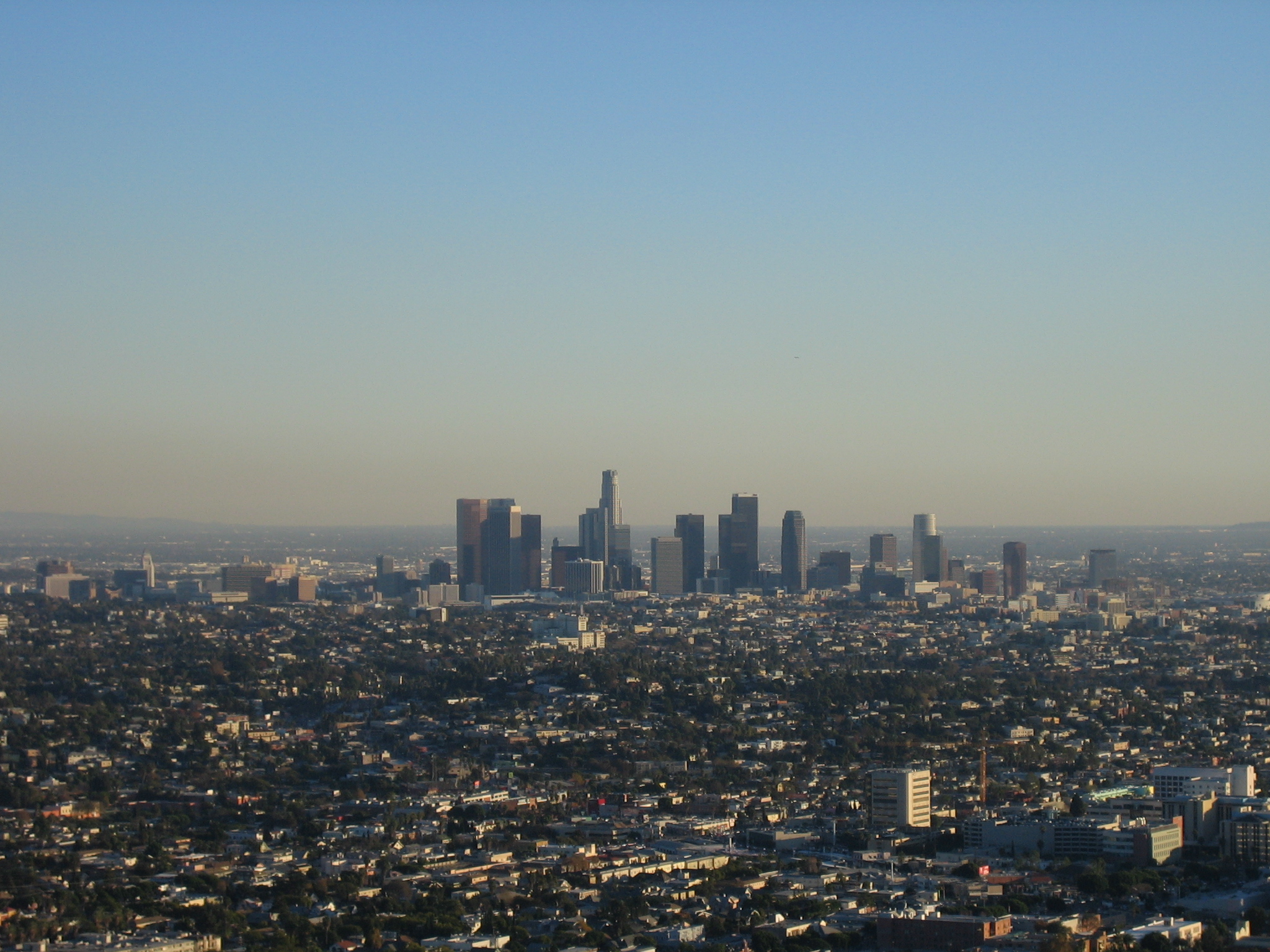
Los Angeles (Californie).

## Villes traversées d'est en ouest

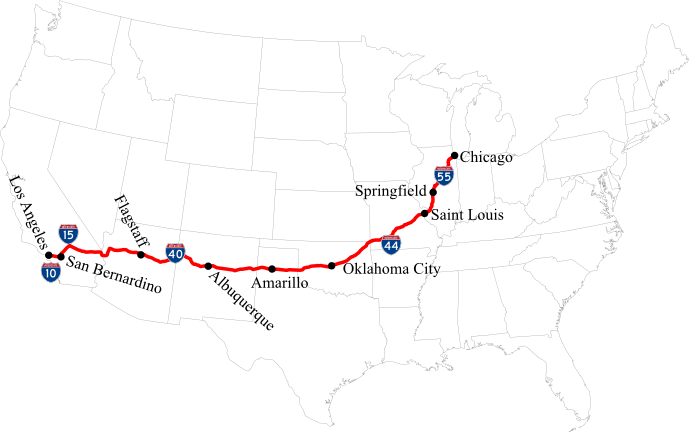
Principales villes traversées par la route 66.

### Illinois
- Chicago (Buckingham Fountain, jetée Navy, Willis Tower, Art Institute, Musée Field, Millennium Park)
- Joliet (Rialto Square Theater, Joliet Correctional Center)[11]
- Wilmington (Launching Pad Drive-In)[12]
- Gardner (Historic Street car)
- Dwight (Station-service Texaco d'Ambler)[13]
- Odell (Sinclair Station)
- Pontiac (Route 66 Hall of Fame Museum)
- Normal
- Bloomington
- Funks Grove (sirop d'érable)
- McLean (Dixie Truckers Home)[14]
- Atlanta (Bunyan Statue)
- Lincoln
- Williamsville (Dream Car Museum)[15]
- Springfield (tombe d'Abraham Lincoln)
- Litchfield (Ariston Cafe)
- Mount Olive (Soulsby Shell Station)
- Staunton (Henry's Rabbit Ranch)
- Hamel
- Mitchell (Chain of Rocks Bridge)[16]
- East St. Louis (Illinois)

### Missouri

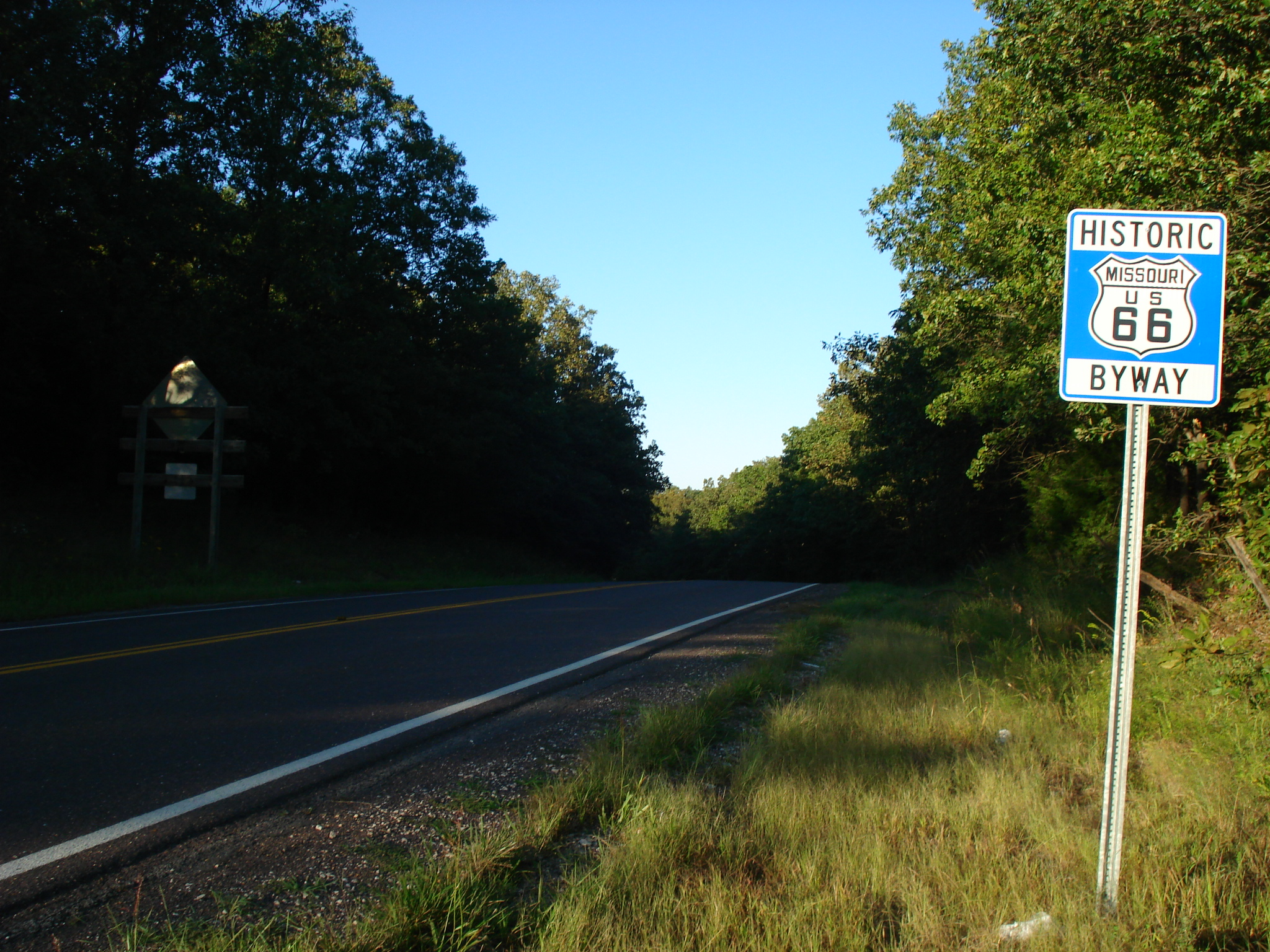
Panneau de la route 66 au Missouri.

- Saint-Louis (Gateway Arch[17], Lafayette Square)
- Eureka (Route 66 State Park)
- Villa Ridge (Old Diamond's Restaurant)
- Maramec Caverns
- Cuba[18] (Wagon Wheel Motel)
- Rolla
- Devil's Elbow[19]
- Lebanon (Munger-Moss Motel)[20]
- Springfield
- Carthage
- Webb City
- Joplin

### Kansas

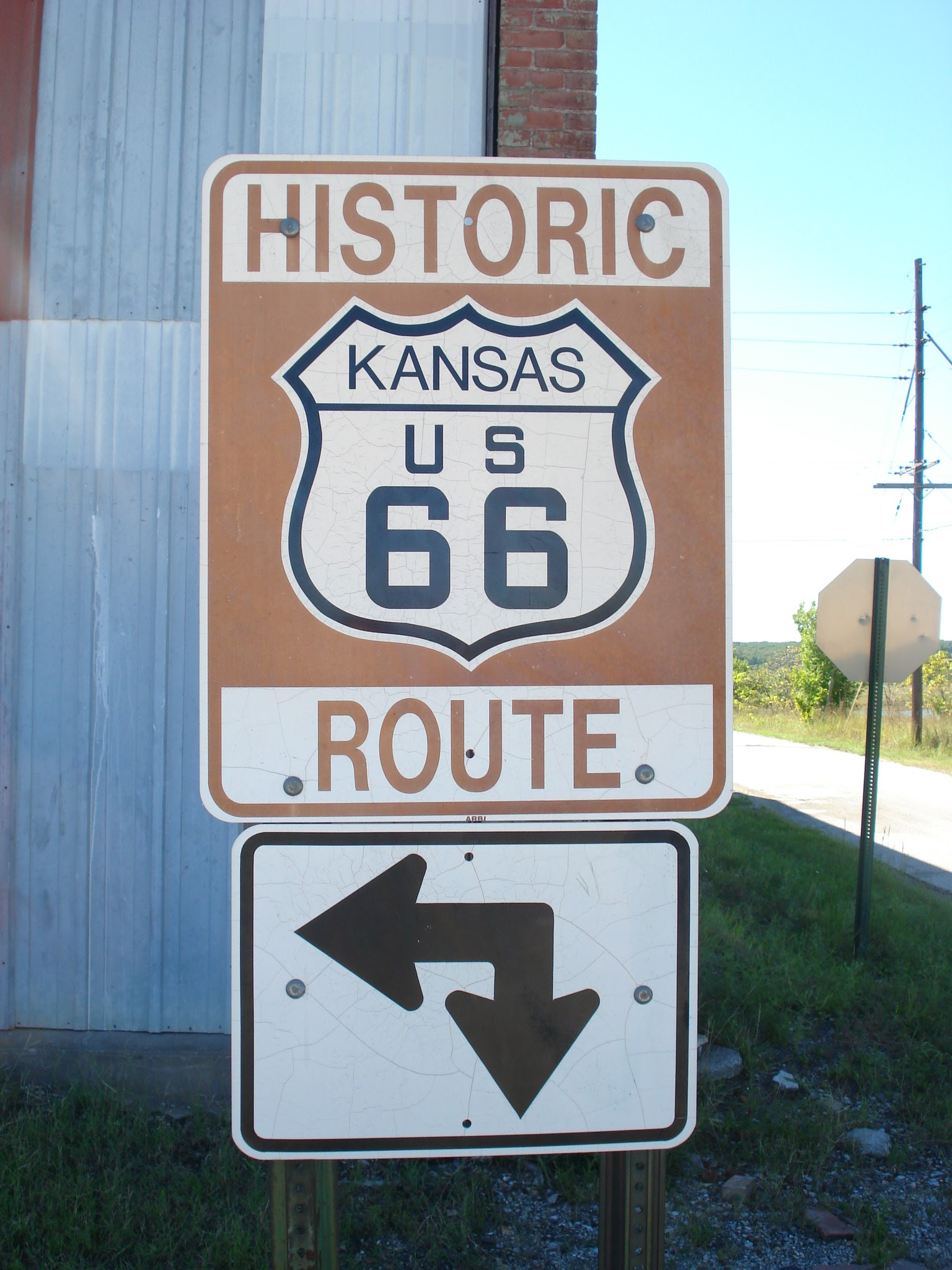
Panneau de la route 66 au Kansas.

La route 66 ne parcourt cet État que sur 13 miles (environ 21 km).
- Galena[21]
- Riverton
- Baxter Springs

### Oklahoma

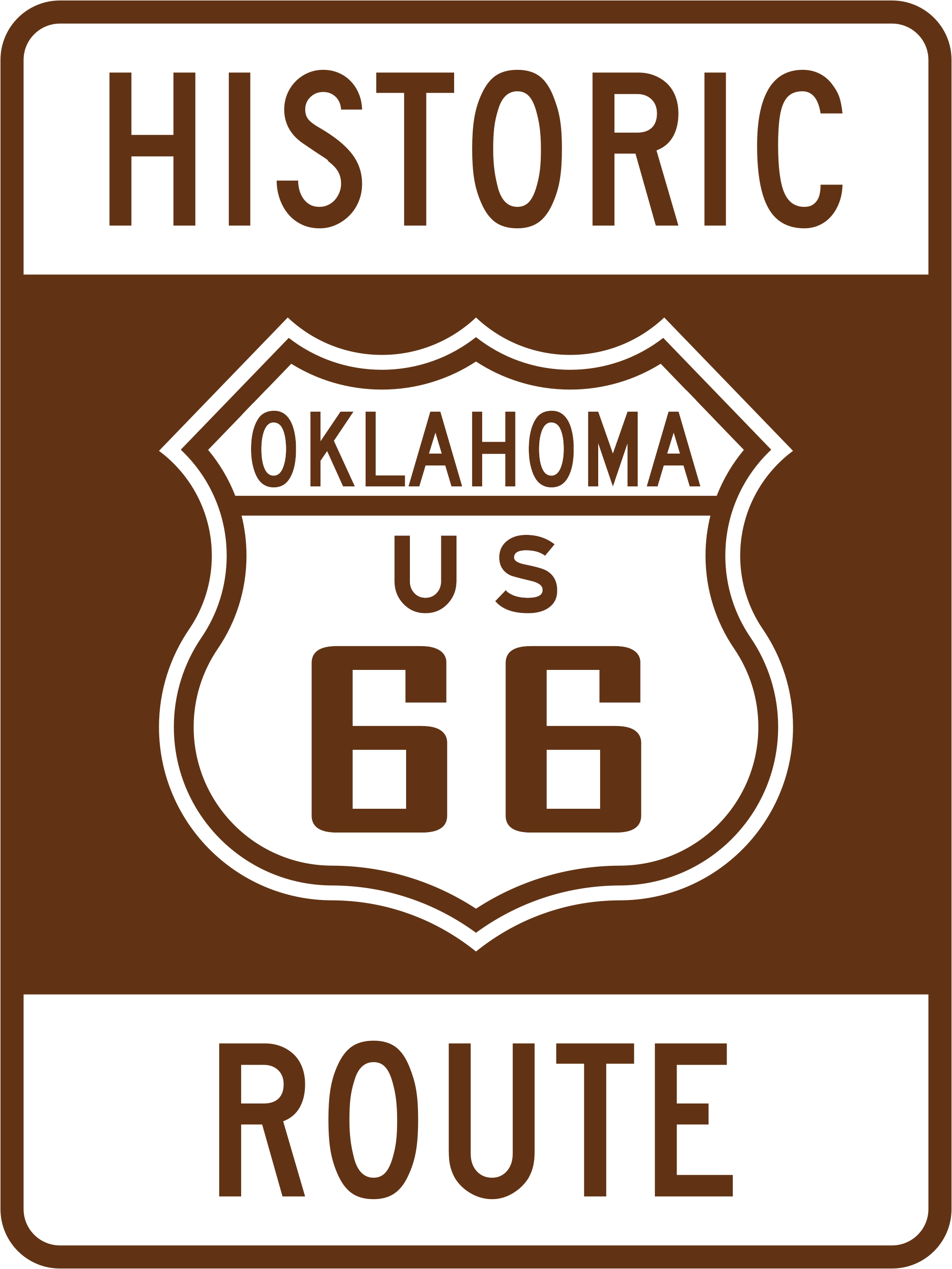
Panneau « Historic Route 66 » en Oklahoma

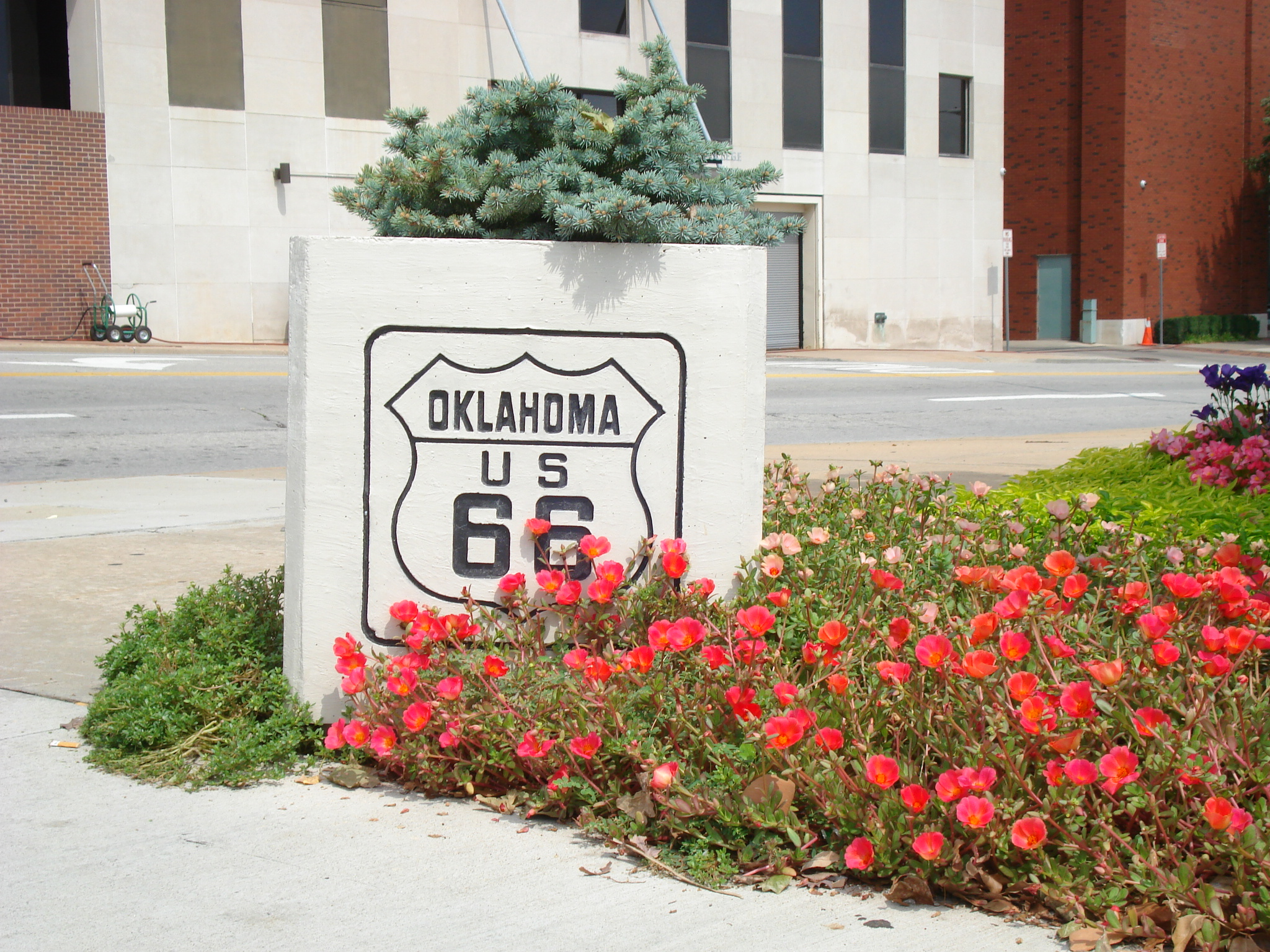
Borne « Route 66 » en Oklahoma

L'Oklahoma a été le premier État à réimplanter des panneaux « Historic Route 66 ».
- Commerce
- Miami (Coleman Theater)[22]
- Vinita
- Foyil (Andy Payne Memorial, Totem Pole Park)
- Claremore
- Catoosa (Baleine Bleue de Catoosa)[23]
- Tulsa
- Sapulpa
- Stroud
- Chandler
- Arcadia (Round Barn)[24]
- Oklahoma City (Memorial)
- Yukon (silos)
- El Reno
- Calumet
- Geary
- Weatherford
- Hydro[25] (Lucille's)
- Clinton (Route 66 Museum)
- Foss
- Canute
- Elk City (National Route 66 Museum)
- Sayre (Courthouse)
- Hext
- Erick (Sandhills Curio Shop, Roger Miller Museum)
- Texola (Water Hole #2)

### Texas
- Shamrock (U-Drop Inn[26])
- Lela (ville fantôme)

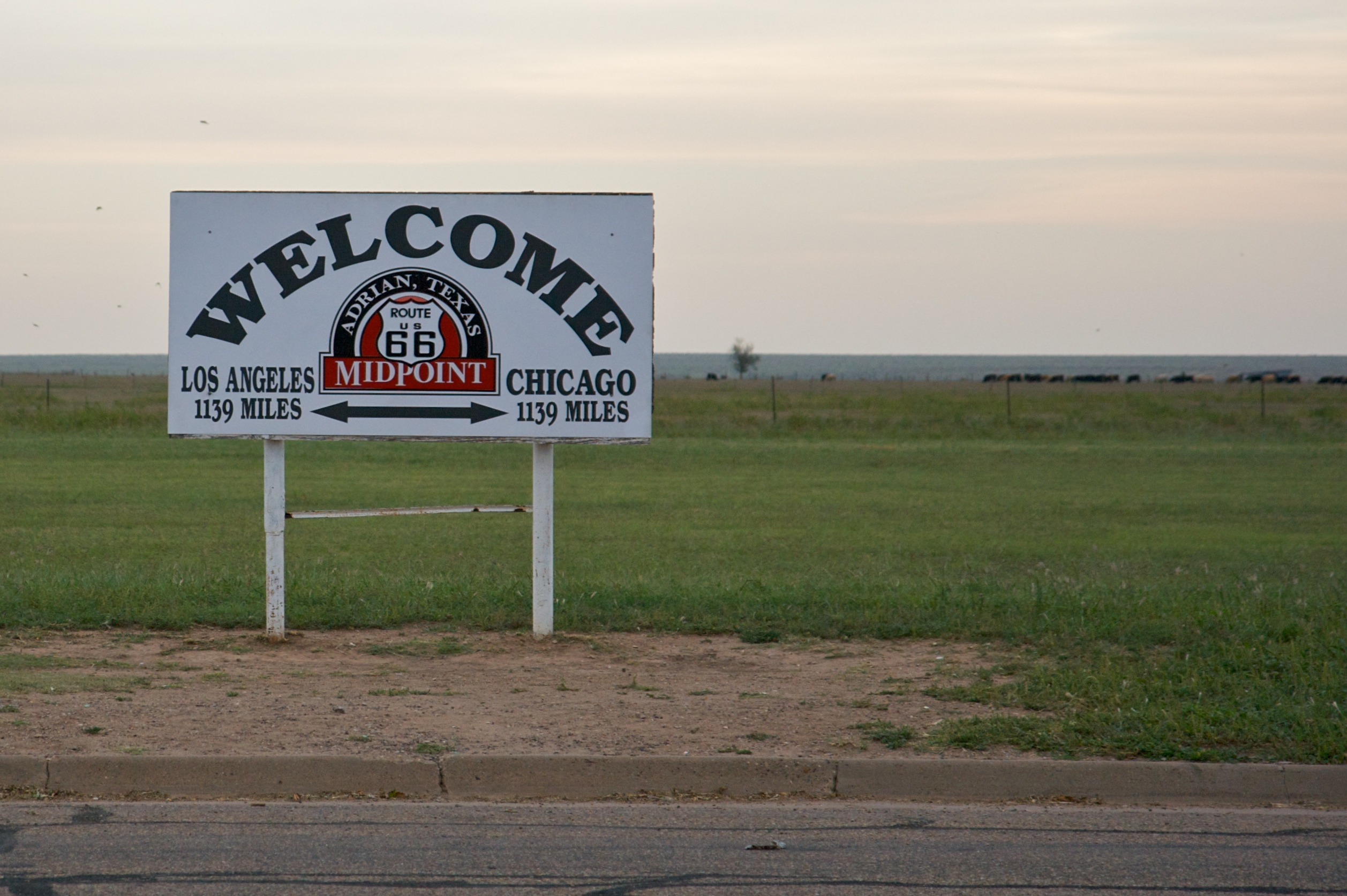
Panneau marquant le milieu de la route 66 à Adrian.

- McLean (Phillips 66 Station, Devil's Rope Museum)
- Groom (Britten USA Water Tower, croix géante)
- Conway (Bug Ranch)
- Amarillo[27] (Cadillac Ranch, Big Texan Steak Ranch)
- Vega (Dot's Mini-Museum, Vega Motel)
- Adrian (avec le Midpoint Cafe[28], situé à mi-chemin entre Chicago et Santa Monica)
- Glenrio (Little Juarez Cafe, First/Last Motel au Texas)

### Nouveau-Mexique

Panneau de la route 66 au Nouveau-Mexique

- Tucumcari[29] (Blue Swallow Motel, monument Route 66)
- Santa Rosa (Route 66 Auto Museum)[30]
- Santa Fe[31] (uniquement sur le tracé de 1926 à 1937)
- Tijeras Canyon[32]
- Clines Corner
- Moriarty (Longhorn Ranch)
- Albuquerque (Kimo Theater, Route 66 Diner, El Vado Motel)
- Paraje (Bianca Trading post & Cafe)
- Budville
- Cubero
- San Fidel (Cafe)
- McCarthy's (Whiting Bros)
- Grants (Uranium Cafe)
- Thoreau
- Continental Divide (7 200 pieds, le point le plus élevé sur la 66 et la ligne de partage des eaux entre l'Océan Pacifique et le Golfe du Mexique)
- Gallup (El Rancho Hotel)[33]

### Arizona

Tracé de la route 66 en Arizona

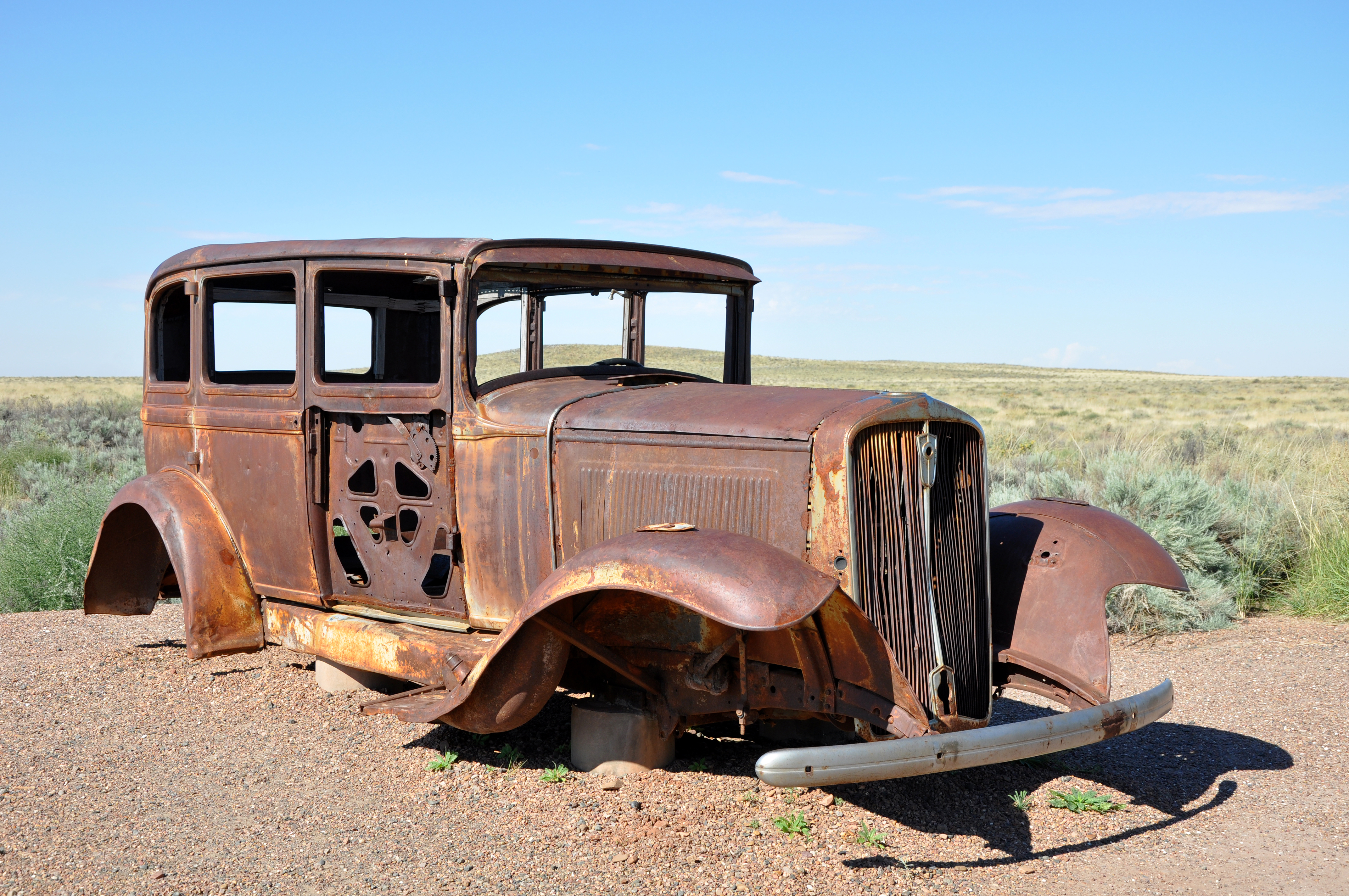
Studebaker Sedan de 1931 sur la Route 66 près du Parc national de Petrified Forest.

Le point culminant de La Route 66 à 2 225 mètres se situe entre Flagstaff et Williams.
- Lupton
- Chambers
- Painted Desert[34] / Petrified Forest[35] (parc national)
- Holbrook (Wigwam Motel)
- Joseph City
- Jackrabbit (Here It Is Trading Post)
- Winslow (Standin' on the Corner)
- Meteor City[36] (Meteor Crater)[37]
- Two Guns (ville fantôme)
- Twin Arrows (ville fantôme)
- Winona
- Flagstaff[38]
- Bellemon (Pines Breeze Inn, site du film Easy Rider)
- Parks
- Williams (Grand Canyon Railway)
- Ash Fork
- Seligman[10] (Angel Delgadillo's Barber Shop, Delgadillo's Snow Cap)
- Nelson (Grand Canyon Caverns)
- Peach Springs
- Truxton
- Valentine (ex-bureau postal « officiel » de la Saint-Valentin)
- Hackberry[39] (General Store)
- Antares (Rancheros Tiki Headicus)
- Kingman
- Cool Springs
- Oatman[40]
- Topock

### Californie
- Needles (gare El Garces)
- Homer
- Goffs
- Fenner
- Essex
- Danby
- Cadiz
- Amboy (Roy's Motel Cafe[41], cratère d'Amboy)

- Bagdad
- Siberia
- Ludlow (Cafe)

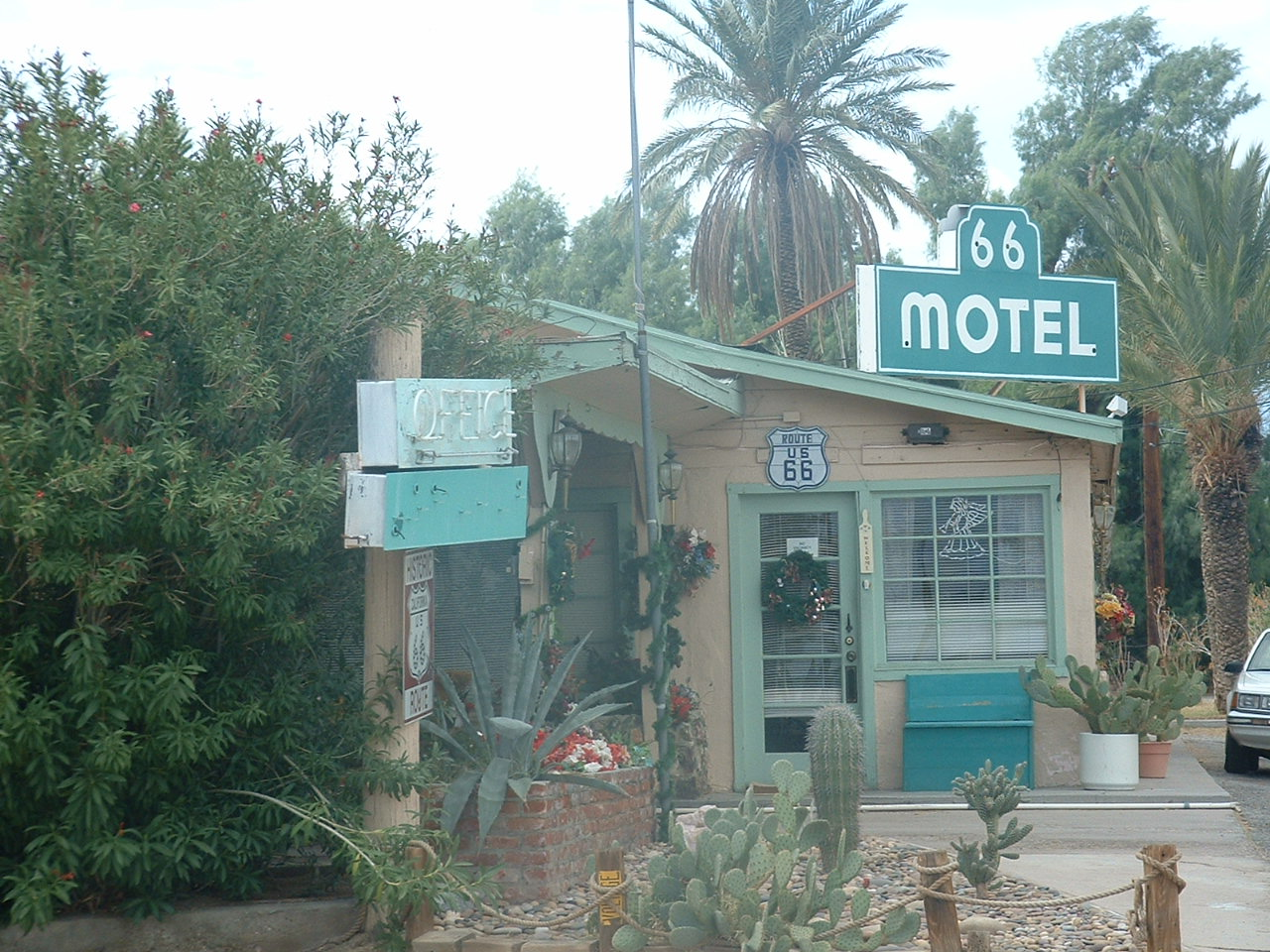
Motel à Needles, désert des Mojaves

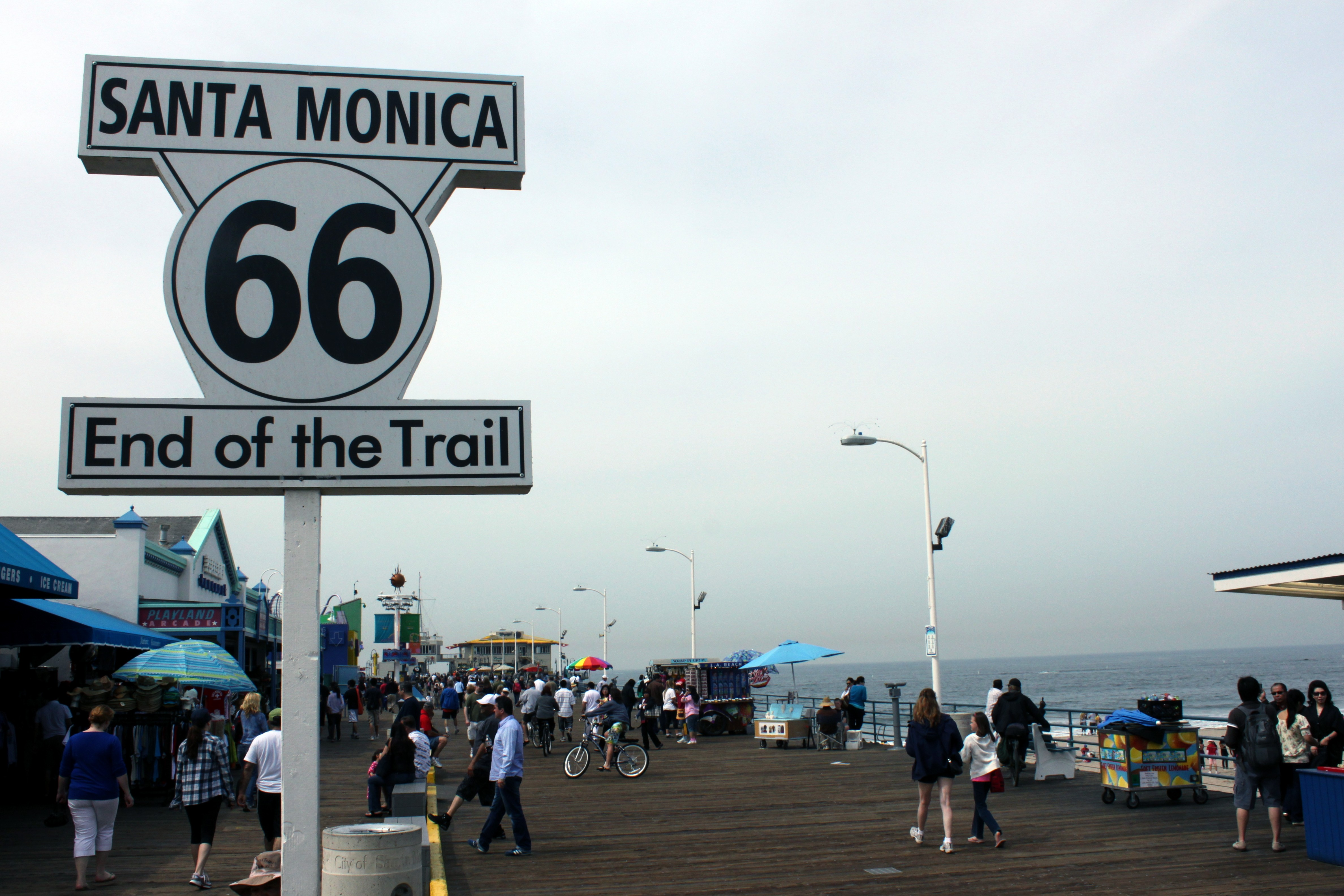
Panneau marquant la fin de la route 66 à Santa Monica

- Newberry Springs (Bagdad Cafe[42], site du film du même nom)
- Barstow
- Victorville (California Route 66 Museum)[43]
- San Bernardino (site du premier McDonald's)
- Rialto (Wigwam Motel)
- Pasadena (Rose Bowl)
- San Bernardino Foothill Boulevard
- Los Angeles (Hollywood, Walk of Fame)
- Santa Monica[44] (Pier)

## Routes auxiliaires
- US 166, route ouest-est reliant Haven, Kansas à Joplin, Missouri.
- US 266, route ouest-est reliant Henryetta et Warner, en Oklahoma.

## UnRoad tripmythique
En parcourant la mythique Route 66, le voyageur pourra découvrir :
- les deux villes les plus peuplées des États-Unis après New York : Chicago, qui débute le périple et Los Angeles qui clôt le voyage ;
- des paysages divers ;
- les légendaires stations services ;
- les Diners, restaurants typiques américains ;
- les vieilles enseignes ;
- les villes fantômes (Ghost Towns) ;
- les motels, hôtels à bas prix situés en bord de route ;
- des lieux mythiques comme Cadillac Ranch, Bagdad Café ;
- le parc national de Petrified Forest.

## Dans les arts
Route 66 est aussi un motif sur les briquets de marque Zippo.

### Livres
- Elle est l'un des lieux principaux de l'action du roman de John Steinbeck, Les raisins de la colère, adapté en 1940 au cinéma par John Ford[46], baptisée par l'auteur: The mother Road.
- Route 66 est un livre collectif, édité aux éditions SPE-Barthélémy en 1992, réalisé par l'écrivain voyageur Jean-Patrick Reymond, le photographe Patrick Bard et Philippe Lacarrière. Fruit de plusieurs années de travail, cet ouvrage est à l'origine de la médiatisation de « La mère des routes » en France au début du XXIe siècle.
- L'Étudiant étranger de Philippe Labro, roman autobiographique, autostoppeur en 1954 sur la Route 66.
- Black Coffee, roman de Sophie Loubière, histoire d'un tueur en série dont les meurtres s'échelonnent le long de la Route 66.
- Thomas Ott voit la route 66 comme un sombre mythe dans le travel book publié en 2018, et rend hommage à la conquête de l'Ouest[47].
- La série de BD La Liste 66 est une chasse à l'homme se déroulant sur la route 66
- Le roman 3666 km (à quelques mètres près) de Ludovic Merian est une aventure d'un père et sa fille se déroulant le long de la route 66.

### Cinéma
- L'adaptation du célèbre roman de John Steinbeck par le cinéaste John Ford retrace le long voyage des personnages des Raisins de la colère sur la Route 66. Avec The Grapes of Wrath, John Ford reçoit l'Oscar du meilleur réalisateur en 1940[48],[49].
- Le film Easy Rider a été tourné sur une partie de la Route 66 (notamment à Santa Monica, à Topock et à Flagstaff)[50],[51].

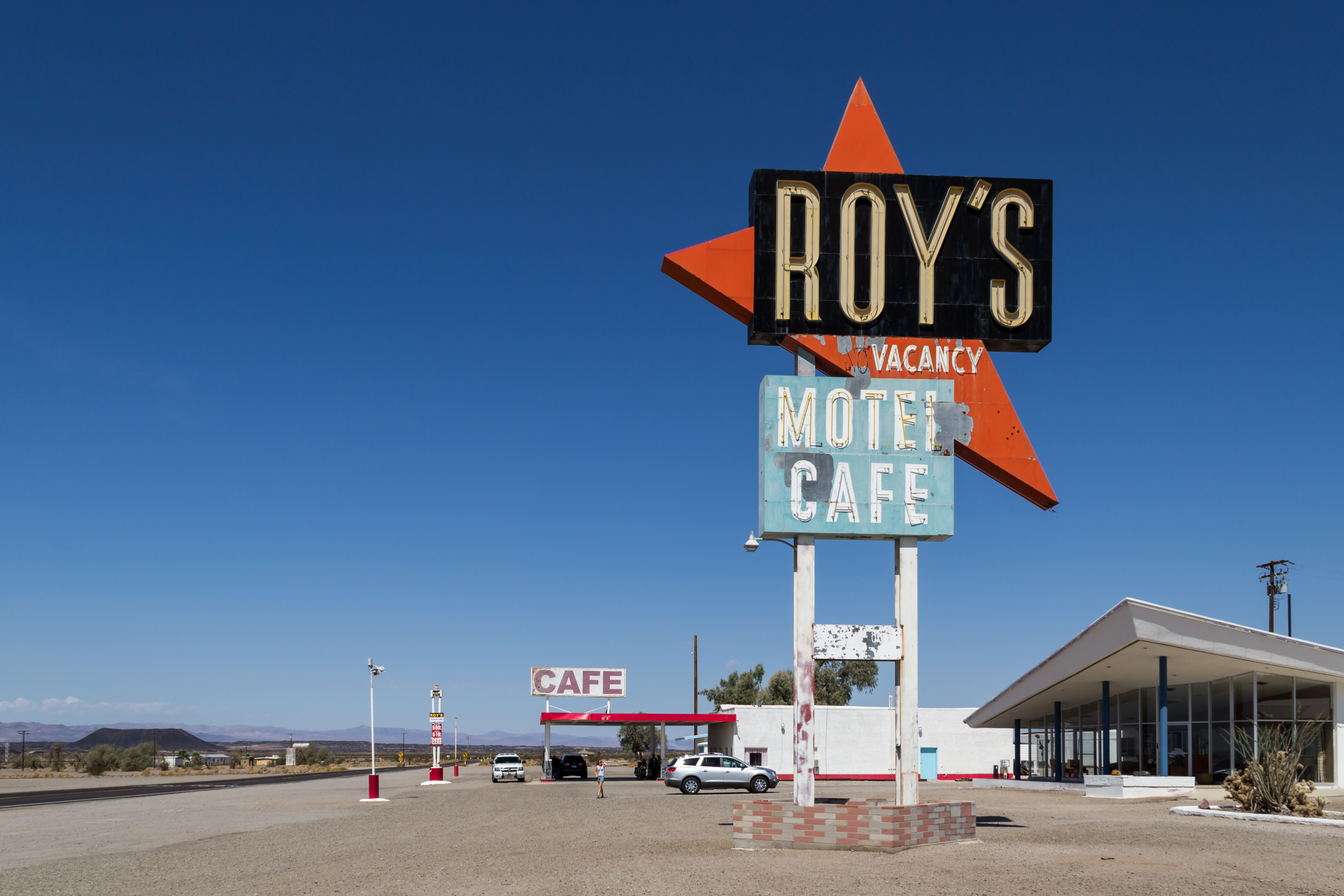
Route 66, Amboy, Californie, 2012.

- Route 66, Amboy, Californie, 2012.Elle occupe une place centrale dans le film d'animation de John Lasseter, Cars sorti en 2006[52]. Lasseter a fait appel aux meilleurs spécialistes pour se documenter en pré-production du film, et certains lieux de l'action sont directement inspirés de sites existant réellement[53], par exemple Flash McQueen se retrouve à Radiator Springs (ville fictive située quelque part sur la Route 66)[54]. Sally raconte dans le film l'histoire de la ruine financière des petites villes de la Route 66 due à la construction de l'Interstate 40.
- Le film The Hitcher (1986, Robert Harmon) a été tourné en partie au Roy's Cafe, à Amboy.
- Dans Bagdad Café, le motel défraîchi qui accueille l'un des personnages se trouve en bordure de la Route 66[55].

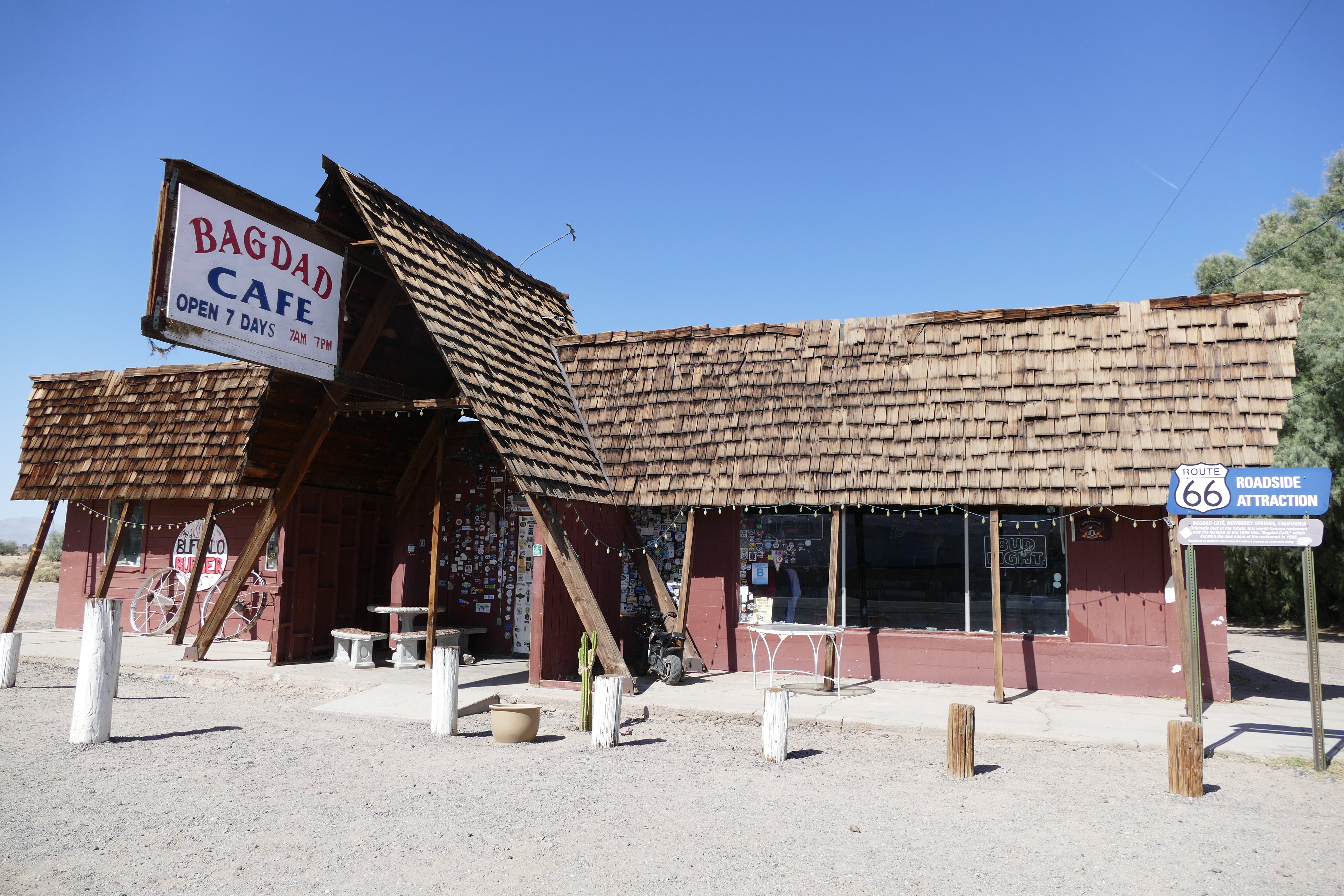
Bagdad Café Route 66

- Bagdad Café Route 66Le véritable Bagdad Café, autrefois appelé Sidewinder Cafe, existe non loin du village fantôme de Bagdad, à Newberry Springs sur l'ancienne Route 66 et reçoit chaque année la visite de nombreux fans nostalgiques (coordonnées géographiques : 34° 49′ 11,1″ N, 116° 38′ 37,5″ O).
- Une partie du road movieThelma et Louise y a également été tournée[56].
- Dans Rain Man de Barry Levinson, Charlie et Raymond empruntent une partie de la Route 66 pendant leur périple entre Cincinnati et Los Angeles, les deux frères s'arrêtant notamment à Tucumcari au Nouveau-Mexique.
- Dans le film Forrest Gump, Forrest court à travers les États-Unis sur la Route 66[57].
- Dans Little Miss Sunshine, une famille farfelue embarque à bord d'une camionnette sur la Route 66 entre Albuquerque (Nouveau-Mexique) et Redondo Beach (Californie)[58].
- Dans le road movie, Macadam à deux voies, réalisé par Monte Hellman en 1971, deux jeunes garçons sombres parcourent la Route 66 depuis Needles (Californie) en passant par Flagstaff  (Arizona) à bord de leur Chevrolet grise modèle 55[59].
- On y fait référence indirectement dans le film The Machinist de Brad Anderson[60]
- Dans le film Route 666 les événements se passent sur une portion de la route 66 désaffectée et surnommée route 666 car maudite[61].

### Télévision
Cette section ne s'appuie pas, ou pas assez, sur des sources secondaires ou tertiaires indépendantes du sujet. Le texte peut contenir des analyses inexactes ou inédites de sources primaires.
Pour l'améliorer, ajoutez-en, ou placez des modèles {{Source secondaire souhaitée}} ou {{Source secondaire nécessaire}} sur les passages mal sourcés. (mai 2021)
- Elle a donné son nom à une série télévisée à succès diffusée sur CBS (jamais en France), constituée de 116 épisodes et tournée entre 1960 et 1964.
- Elle est un élément essentiel de la série en trois épisodes, The Lost Room, dans laquelle l'intrigue principale a un rapport direct avec un motel se trouvant certainement sur la route 66[62].
- Elle est médiatisée en France, lors de deux émissions qui lui sont consacrées dans le magazine Turbo animées par Dominique Chapatte, sur M6, à la suite de la parution du livre homonyme "Route 66" des éditions SPE - Barthélémy, en décembre 1992.
- Elle est utilisée en tant que comparaison au chemin pour s'évader, dans l'épisode 8 de la saison 1 de Prison Break.

### Musique
- Le compositeur Bobby Troup a écrit et composé la chanson (Get Your Kicks on) Route 66, interprétée par Nat King Cole et reprise par Chuck Berry, les Rolling Stones[63], Nelson Riddle ou Depeche Mode. Ce titre a été l'un des plus grands succès du crooner Nat King Cole qui est d'ailleurs mort à Santa Monica après avoir grandi à Chicago.
- Elle est le sujet de la chanson d'Eddy Mitchell Sur la route 66 (sur l'album Frenchy).
- Le duo Hymn for Her a publié en 2014 ses Hits from Route 66 (Wan + Wan), album enregistré en voyage sur cette route.
- Jackson Browne et Glenn Frey écrivent et composent la chanson Take it easy qui mentionne la ville de Winslow (Arizona) située sur la mythique Route 66[64].

### Photographie
- Elle est le théâtre des Twentysix Gasoline Stations d'Edward Ruscha, une série de photos publiée dans un livre par l'artiste en 1963.
- Elle est photographiée par Andreas Feininger en 1947 et fera la une du magazine Life en 1953[65],[66].

### Jeux vidéo
- Une section de la Route 66, proche de Santa Fe, est une carte d'escorte du jeu vidéo Overwatch.
- Dans le jeu vidéo GTA V, la route 68 s'en inspire.
- Dans Animal Crossing, une des musiques jouées par Kéké Laglisse se nome Kéké route 66.
- Une partie de la Route 66 est modélisée dans le jeu The Crew 2.

## Musées
Dans tous les États autrefois traversés par la Route 66, on trouve des musées, plus ou moins grands, retraçant l'histoire de cette route mythique.
Le plus important est le musée interactif, California Route 66 Museum, situé à Victorville. Mais il en existe d'autres :
- Oklahoma Route 66 Museum, à Clinton, Oklahoma[69].
- Historic Route 66 Museum à Kingman, Arizona[70].
- Route 66 Mother Road Museum à Barstow, Californie[71].